# Bacini ceramici delle chiese pisane

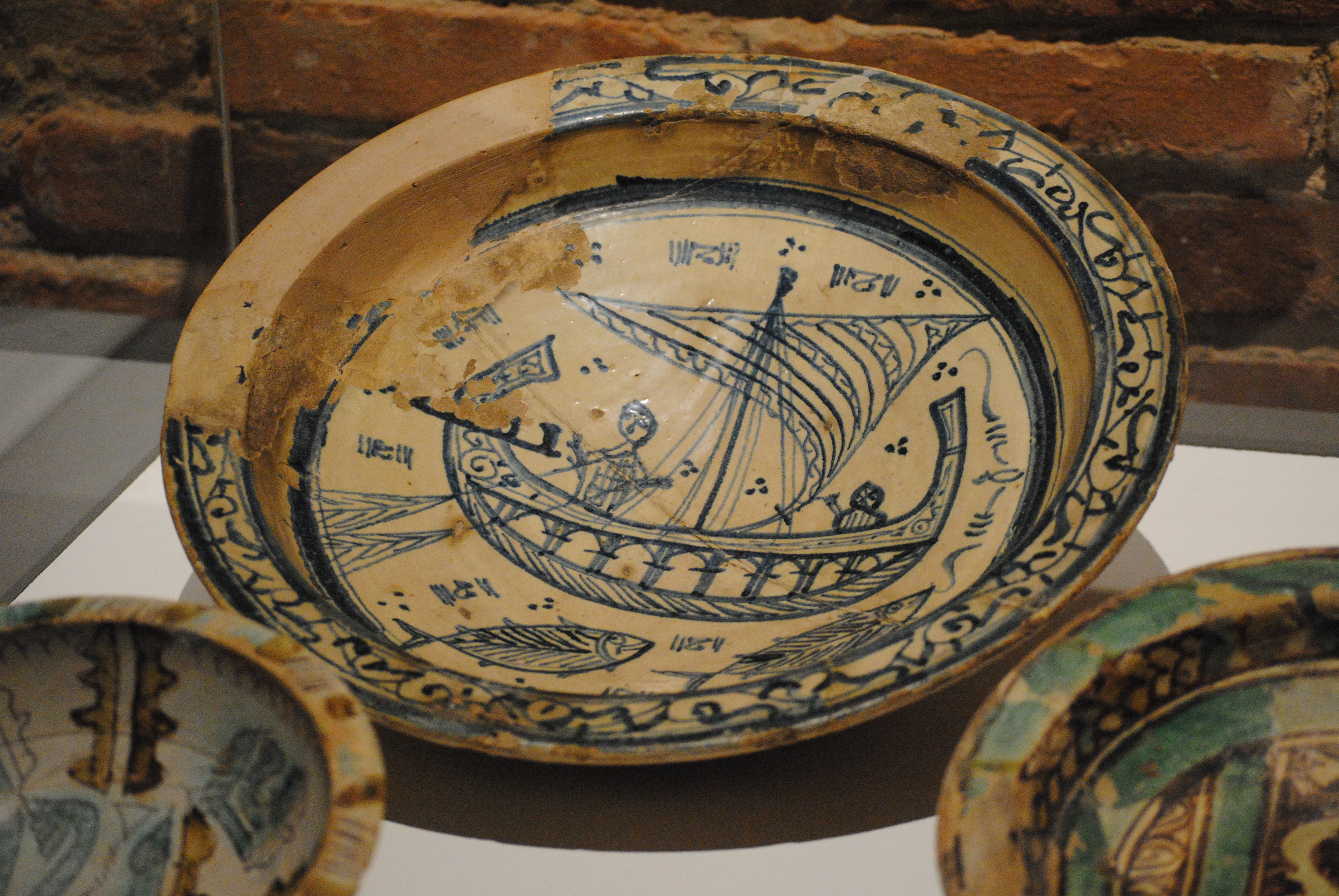
Catino, maiolica a cobalto e manganese, importato dalla Tunisia tra la fine del XII e gli inizi del XIII secolo e usato come bacino ceramico sulla chiesa di San Michele degli Scalzi.

I bacini ceramici delle chiese pisane sono dei recipienti in ceramica, variamente rivestiti, inglobati nelle superfici murarie esterne di edifici prevalentemente religiosi cristiani, anche se non mancano esempi di questo impiego in edifici civili, pubblici e privati.
Il termine si riferisce a sole forme aperte originariamente create per scopi diversi dalla decorazione architettonica. 
Tra le località dove i bacini furono utilizzati per decorare le murature esterne delle chiese, quella che presenta l’attestazione più precoce e prolungata è senz'altro la città di Pisa, dove le ceramiche vennero importate da diverse località del Bacino Mediterraneo a partire dalla fine del X secolo fino al XIV secolo circa.
A Pisa fino a tutto il XII secolo erano fabbricati soltanto recipienti privi di rivestimenti vetrosi e di decorazioni colorate (per questo detti “acromi”). Questi, venivano usati principalmente per la cottura delle vivande e per la loro conservazione nelle dispense, oltre che per alcuni usi legati alla mensa (ad esempio per la mescita delle bevande liquide). Dalla fine del X secolo comparvero però in città ceramiche che avevano ben altro pregio rispetto a quelle di produzione locale, tecnologicamente più avanzate, perché provviste di rivestimenti impermeabili (vetrine a base di piombo o smalti a base di stagno e piombo), ed esteticamente più gradevoli, perché arricchite di decori colorati. Queste ceramiche giunsero a Pisa grazie agli importanti commerci che la Repubblica Marinara riuscì ad instaurare e mantenere per diverso tempo in molti porti del Mediterraneo.

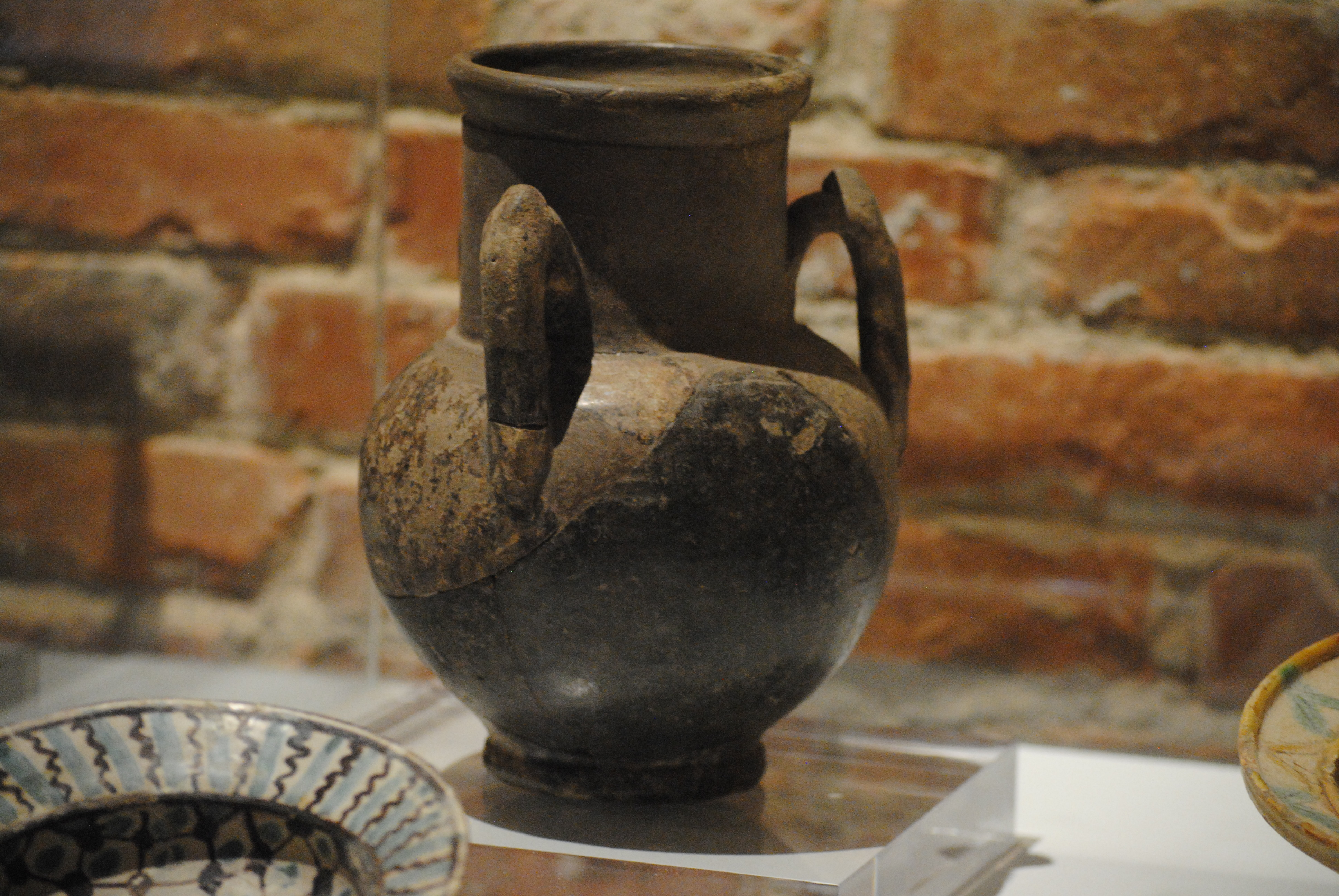
Brocca triansata (maiolica monocroma) importata dalla Spagna meridionale (al-Andalus, fine XI - inizi XII secolo) usata sulla tavola.

Le ceramiche giunte in città tra il Mille e il Trecento hanno trovato due impieghi distinti. Alcune, sono state usate in casa sulla tavola, sia in forme aperte (prevalenti) sia in forme chiuse (boccali, alberelli, etc.)
Altre invece, tutte forme aperte quali scodelle, catini, piatti, ciotole, ect., erano usate per ornare le murature esterne degli edifici religiosi cittadini.
Fino al XII secolo sui perimetrali esterni e i campanili delle chiese pisane troviamo murati soltanto prodotti ceramici importati da varie località del Mediterraneo, che arrivarono prevalentemente dalle zone occidentali poste sotto l’influenza islamica e, soprattutto, dall’al-Andalus. Non mancano tuttavia “bacini” dalla Tunisia, dalla Sicilia islamica, dall’Egitto, dal Vicino Oriente e dall’area bizantina. Dalla fine del XII secolo inoltre vennero importate e usate come "bacini ceramici" ceramiche di produzione savonese e fabbricate in diversi centri dell’Italia meridionale peninsulare. A partire dalla prima metà del XIII secolo, infine, si usarono come bacini le “maioliche arcaiche” di fabbricazione locale. Tra la fine del XIII e i primi decenni del XIV le ceramiche utilizzate come “bacini” erano quasi esclusivamente di produzione pisana. 
A Pisa gli edifici più rappresentativi sui quali sono attestati "bacini ceramici" che coprono le diverse fasi cronologiche sono: San Sisto, Santa Cecilia e il campanile di San Francesco, situati a nord dell’Arno; San Martino collocato a sud; e San Piero a Grado posto fuori città, in prossimità della costa.

## Ipotesi su motivazioni e finalità della loro adozione nelle architetture

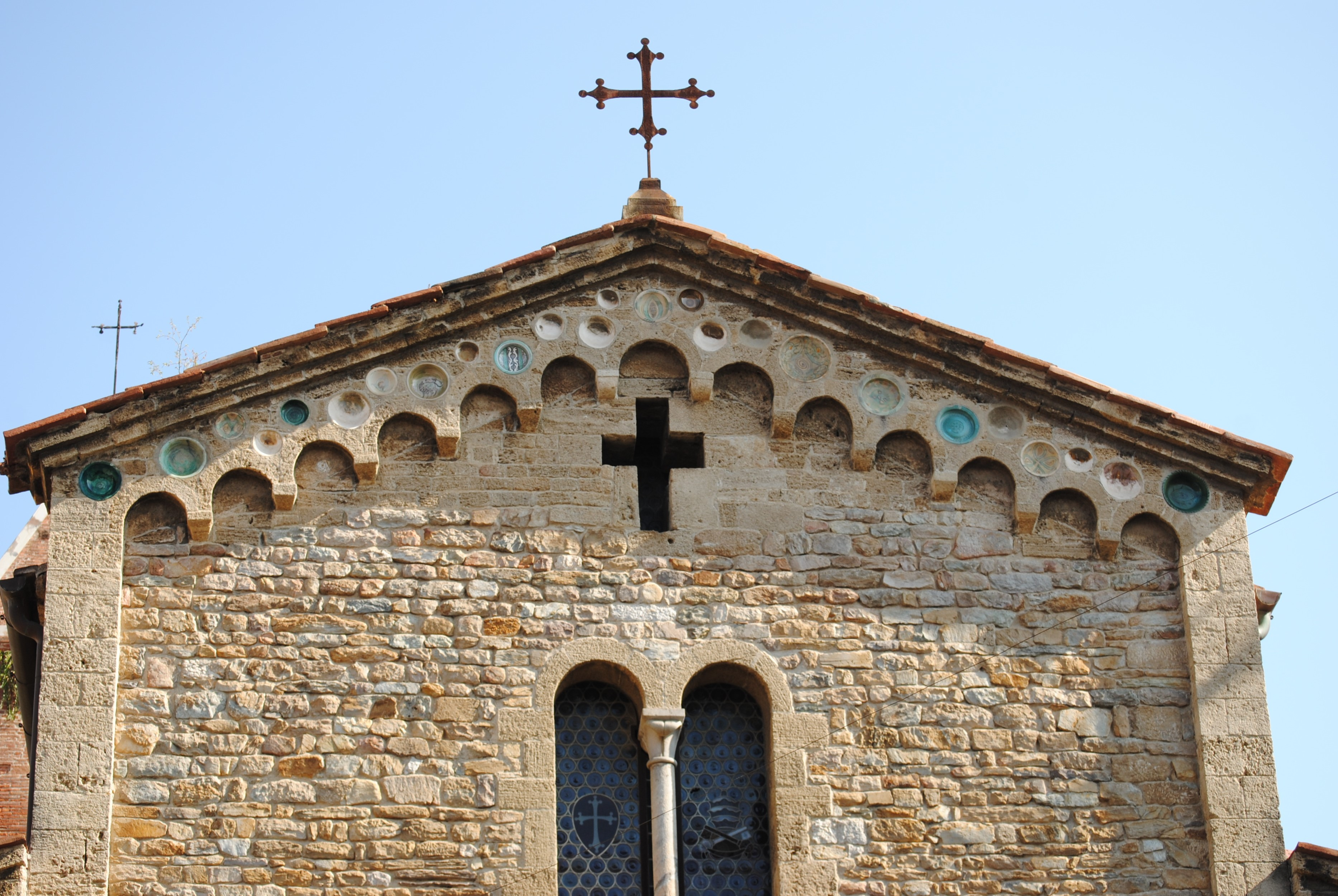
Facciata della chiesa di San Sisto decorata con bacini ceramici di importazione.

Nel tempo sono state avanzate diverse ipotesi, tre in particolare, sui motivi di adozione di questo sistema di decorazione delle architetture per mezzo dei "bacini ceramici", senza che sia stata ancora raggiunta una posizione condivisa da tutti gli studiosi, anche se l’ipotesi 3 è quella attualmente maggiormente invalsa.
1. Nel 1929, lo storico dell’arte Gaetano Ballardini avanzò l’ipotesi secondo la quale l’impiego architettonico di tali ceramiche proveniva da usi radicati in età più antica[8].
2. La seconda ipotesi vede l’apposizione di tali manufatti nelle chiese pisane come esaltazione della potenza militare della Repubblica, reduce da alcune vittorie nei confronti di popoli islamici. Dunque i bacini sarebbero stati importati in un primo momento a Pisa come bottino di guerra e come tale ostentati sulle facciate degli edifici religiosi[9][N 4].
3. Viene anche avanzata un'ipotesi legata a fattori estetici ed economici. Secondo alcuni infatti l’uso dei bacini come abbellimento architettonico è stato preferito alle tarsie in marmo o ad altre pietre in quanto meno costosi ma in grado comunque di dare colore alle facciate delle chiese. Tale supposizione appare plausibile dato che diverse fonti scritte e archeologiche testimoniano intensi scambi economici e culturali con il mondo islamico[10].

## La classificazione dei bacini ceramici e la definizione delle provenienze

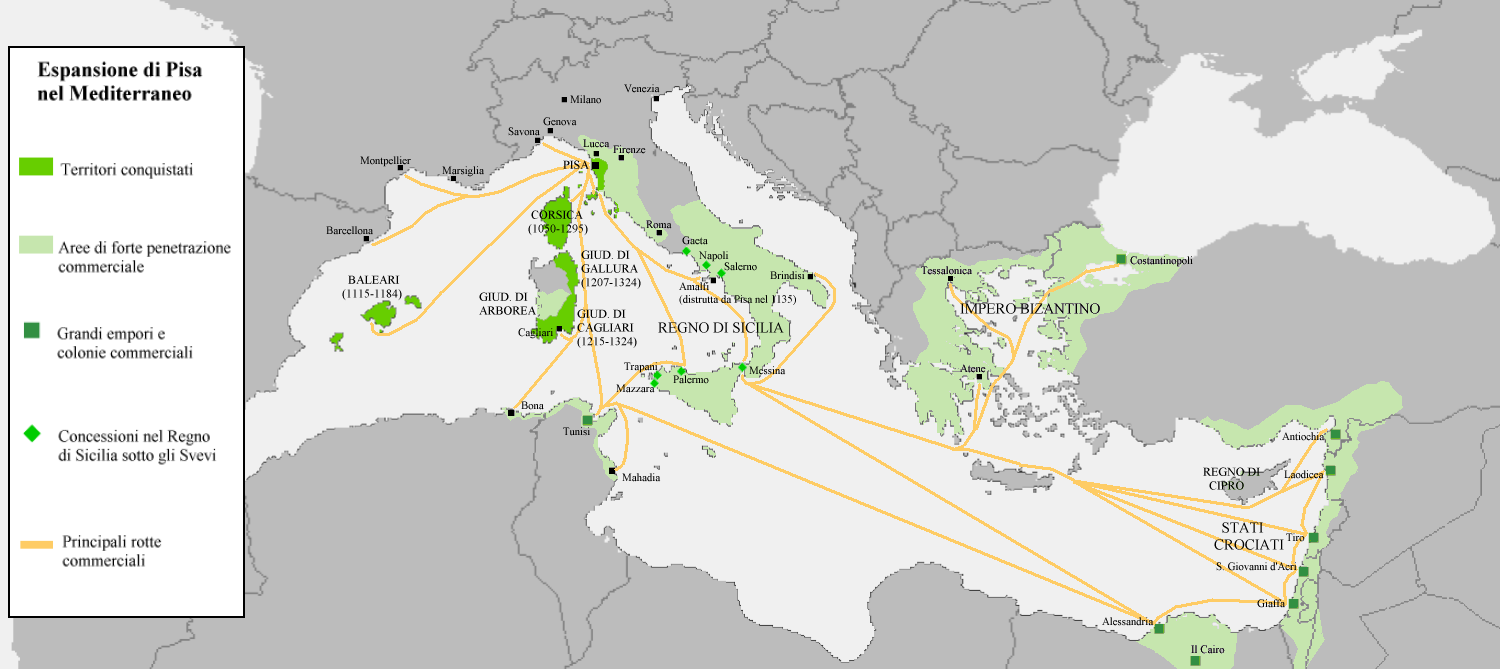
L'espansione di Pisa nel Mar Mediterraneo

La cospicua presenza a Pisa di ceramiche d’importazione, provenienti da vari centri, è dovuta al grande ruolo ricoperto dal porto pisano nei commerci mediterranei. Esso era infatti, almeno in Toscana, una tappa obbligata per tutte le merci che provenivano da paesi esteri. Pare dunque ragionevole pensare che molte, se non tutte, le ceramiche di importazione trovate in altri contesti fuori città, siano dovute passare per forza dalla dogana pisana. Le ceramiche “esotiche” importate a Pisa tra la fine del X e la metà circa del XIV secolo coprono un repertorio molto vasto, che tocca quasi tutti i maggiori centri produttori di vasellame del Mediterraneo. Troviamo infatti in città testimonianze provenienti da:
- aree sotto l’influenza islamica come l’al-Andalus, le isole Baleari, la Sicilia islamica, la Tunisia e forse il Marocco;

- aree bizantine;

- aree costiere della penisola italiana come quella brindisina, salernitana, siciliana (normanna) e ligure;

- alcune zone del Vicino Oriente e l’Egitto, che per la sua particolare posizione geografica rappresentava un punto cardine che collegava le ceramiche di provenienza islamica con quelle del Vicino Oriente e quelle bizantine.

Dai primi anni del XIII secolo cominciarono ad essere usate come “bacini” numerose ceramiche di produzione pisana.

### I rivestimenti vetrosi dei bacini ceramici di Pisa
Tra gli anni ’70 e ‘80 del Novecento sono stati rimossi tutti i “bacini ceramici” dalle loro collocazioni originali per essere studiati, restaurati e conservati presso il Museo Nazionale di San Matteo a Pisa. Per poter stabilire con sicurezza la composizione dei rivestimenti dei “bacini” importati sono state condotte delle analisi con il metodo della Fluorescenza a Raggi X. Agli studiosi interessava capire se le miscele usate erano le stesse adottate dai Pisani, agli inizi del XIII secolo, per la propria produzione.
I risultati delle analisi hanno permesso di suddividere i rivestimenti vetrosi delle ceramiche importate in tre categorie, queste sono caratterizzate dalla presenza di solo piombo (vetrine piombifere), dalla compresenza di piombo e stagno (smalto stannifero), dalla presenza di alcali, quali il sodio e potassio (vetrine alcaline).
Nel caso delle vetrine piombifere per alcune aree di produzione, come quella bizantina, è stato notato l’uso anche di ingobbio (rivestimento terroso biancastro) tra il corpo ceramico e il rivestimento vetrificato.

### Tecniche produttive dei bacini ceramici di Pisa
Le ceramiche provenienti dalle varie aree del Mediterraneo sono state distinte per tecnica produttiva.
| Tecnica                                                | Tipo di decorazione |
| ------------------------------------------------------ | --- |
| Ceramiche Invetriate (vetrina piombifera)              | - Policrome - Bicrome - Monocrome |
| Ceramiche Smaltate (smalto stannifero)                 | - Policrome - Bicrome - Monocrome |
| Ceramiche Ingobbiate e invetriate (vetrina piombifera) | - Policrome (“Glazed Reserved Slip-ware”) - Bicrome (“Glazed Reserved Slip-ware”, “Glazed Slip-ware with Green Splashed Decoration”) - Monocrome - Monocrome graffite - Policrome graffite (“Zeyxippus ware. Class II” e savonesi) |
| Ceramiche eseguite con tecniche particolari            | - Decorate a “Lustro metallico” - Decorate a “Cuerda seca” totale - Decorate a “Cuerda seca” parziale - Decorate a “boli gialli e fondo verde” - Decorate con “rotellatura” o “solcate”                                            |

Le ceramiche alle quali si avvicinano di più i manufatti prodotti a Pisa a partire dai primi anni del XIII secolo sono quelle provenienti dall’al-Andalus e dalle isole Baleari, che condividono la particolarità di avere un doppio rivestimento sulle superfici del recipiente. Infatti, in entrambe le aree geografiche si registra l’uso di coperture diverse sulle superfici interne ed esterne. Da una parte abbiamo lo smalto stannifero bianco che ricopriva la parte principale, mentre la superficie secondaria veniva nella maggior parte dei casi rivestita da una vetrina piombifera incolore, gialla o verde.
I bacini ceramici provenienti invece dalle aree bizantine, come le coste medio-orientali del Mediterraneo, l’area egeo-anatolica e dell’Attica, e quelli che provenivano dalle zone liguri, hanno la caratteristica di essere rivestiti di ingobbio sotto la vetrina piombifera. Possono essere monocromi, policromi o bicromi, arricchiti o meno da decorazioni graffite e rivestiti da vetrine piombifere incolori o colorate.

### Le aree di provenienza dei bacini ceramici di Pisa

#### Prodotti della Sicilia islamica

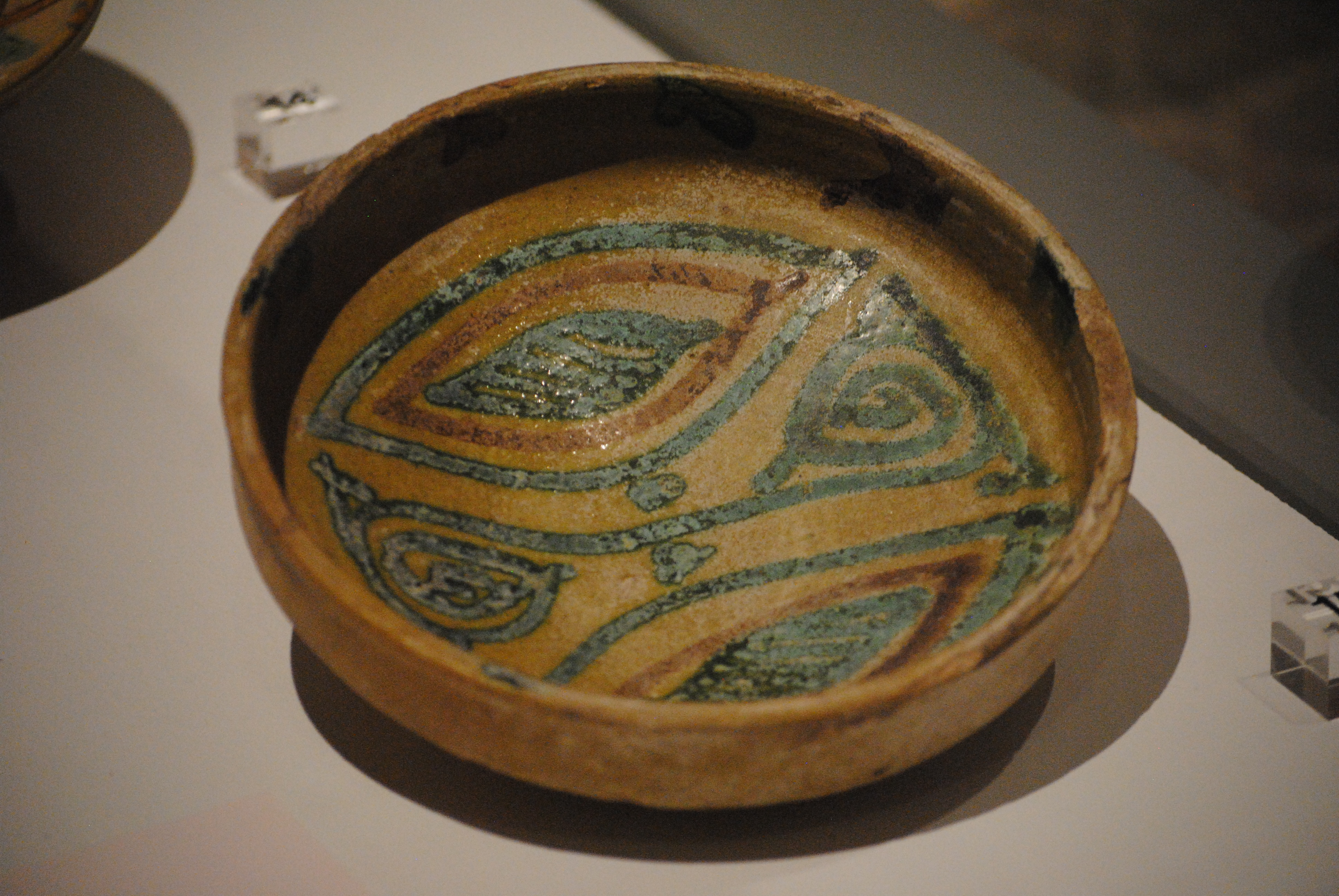
Catino invetriato policromo proveniente dalla Sicilia islamica (prima metà dell'XI secolo). Bacino ceramico della chiesa di Santo Stefano extra moenia.

Questo gruppo comprende ceramiche databili tra l’ultimo quarto del X - primo quarto del XII secolo, che presentano coperture in vetrina piombifera (Pb) stesa su entrambe le superfici, incolore o colorata. Quasi tutti i reperti sono decorati pure sulla superficie esterna con barrette e segni arcuati disegnati con i soliti colori oppure, raramente, in solo bruno.
| Tecnica di produzione          | Decorazione                                                                                    |
| ------------------------------ | ---------------------------------------------------------------------------------------------- |
| Invetriate policrome           | - Decorate in verde e bruno. - Decorate in verde e bruno con arricchimenti in giallo - bruno.  |
| Invetriate bicrome             | - Decorate in bruno e invetriate con vetrina piombifera verde.                                 |
| Invetriate monocrome “solcate” | - Decorate con “solchi” e coperte da vetrina piombifera verde sia all’interno che all’esterno. |

#### Prodotti della Tunisia - Ifriqiya

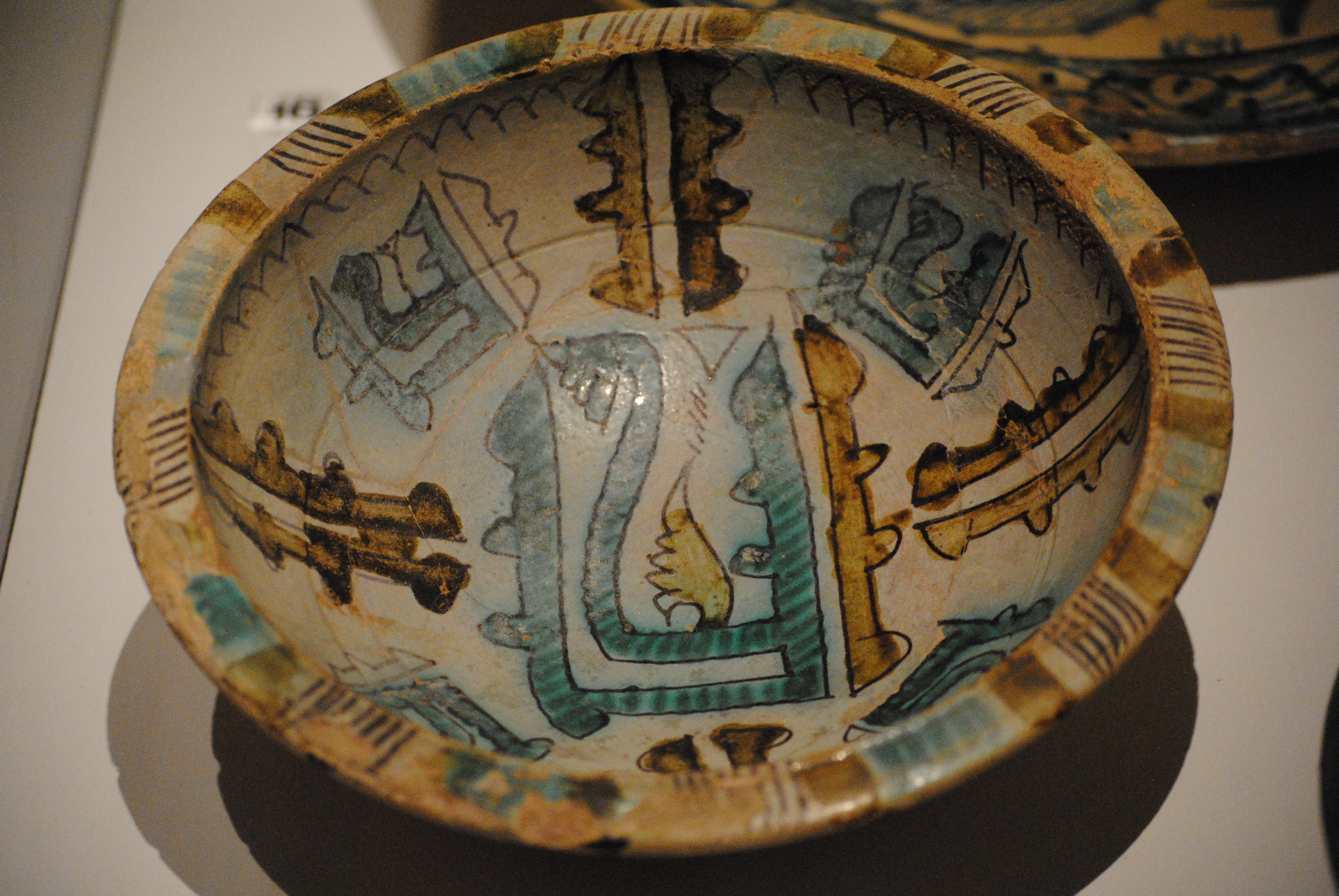
Catino in maiolica policroma importato dalla Tunisia (primo quarto XI secolo) - chiesa di San Piero a Grado

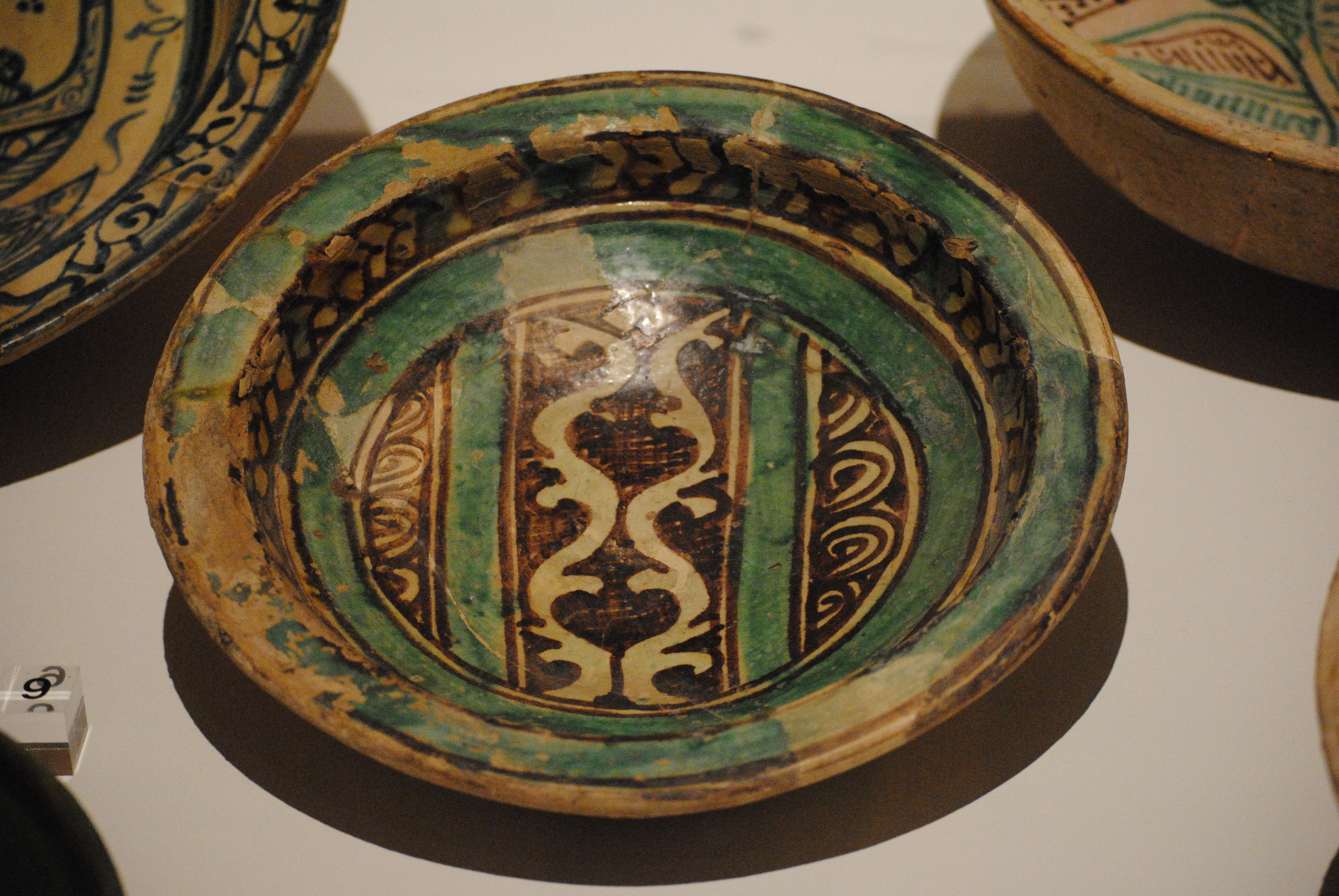
Catino tunisino invetriato policromo (seconda metà XI secolo) - chiesa di San Sisto.

I prodotti della Tunisia risalgono all’ultimo quarto/fine X-metà XIII secolo. La categoria vede manufatti coperti con vetrina piombifera o con smalto stannifero, incolori o colorati. La copertura risulta la stessa su entrambe le superfici. 
| Tecnica di produzione | Decorazione |
| --------------------- | --- |
| Invetriate            | - Invetriate policrome (due o tre colori sono stesi sotto la vetrina piombifera incolore). Decorate in verde e bruno. Decorate in verde, bruno e giallo. - Invetriate bicrome decorate in bruno e vetrina colorata verde o gialla. Decorate con vetrina piombifera gialla o verde. - Decorate in verde sotto vetrina incolore. - Invetriate in verde con decorazioni “solcate”. Decorate monocrome con solcature. - Invetriate e smaltate monocrome. Decorate monocrome e invetriate o smaltate. - Policrome e bicrome con copertura a basso contenuto di stagno. Decorate con vetrina piombifera contenente piccole quantità di stagno. |
| Smaltate              | - Smaltate policrome. In bruno, verde e giallo su smalto bianco. In bruno e verde su smalto bianco. A cobalto e manganese su smalto bianco. - Smaltate bicrome. In blu cobalto su smalto bianco. In bruno su smalto verde. In verde su smalto bianco. |
| Invetriate e smaltate | - A boli gialli e fondo chiaro. I disegni sono eseguiti in verde, bruno e giallo ma la decorazioni in giallo è data a gocce entro contorni bruni. |
| Tecniche particolari  | - A boli gialli e fondo verde. La decorazione ricorda quella della "cuerda seca" spagnola. |

#### Prodotti della Penisola Iberica - Al-Andalus e Baleari
Le ceramiche prodotte nella penisola iberica e usate a Pisa come "bacini" sono databili nell’ultimo quarto del X - metà del XIII secolo. I corpi ceramici sono completamente rivestiti con coperture vetrose (piombifere e stannifere) e a volte sullo stesso manufatto coesistono i due tipi di rivestimento. 
| Tecnica di produzione | Decorazione |
| --------------------- | --- |
| Invetriate            | - Invetriate e smaltate monocrome. Decorate monocrome verdi con “estampillas” e invetriate monocrome “solcate”. Vetrina incolore. - Invetriate monocrome color marrone. Rivestite internamente di una vetrina piombifera giallo-bruna. - Altre invetriate monocrome. Decorate con vetrina piombifera verde con tracce di stagno e vetrina incolore esterna. |
| Smaltate              | - Smaltate policrome. Decorata in verde e in bruno su smalto stannifero bianco. Esterno rivestito con vetrina piombifera incolore o colorata. Queste ceramiche sono definite comunemente “in verde y manganeso” e “califfali”. - Smaltate monocrome di colore verde-turchese. Decorate con copertura interna ed esterna a smalto verde.                     |
| Tecniche particolari  | - "Cuerda Seca" totale. - "Cuerda Seca" parziale. |
| Lustro metallico      | - Decorate con motivi che tendono alla tonalità del rame su smalto stannifero bianco. La copertura secondaria è smaltata ma questo ha un contenuto in stagno più basso. Possono essere decorate all’esterno anche con una vetrina piombifera. |

#### Prodotti Islamici dell’Egitto
Arrivano a Pisa tra l’ultimo quarto del X - primo quarto del XII secolo, rivestite con coperture vetrose complete, uguali o differenti su entrambe le superfici (vetrine piombifere o smalti).
| Tecnica di produzione | Decorazione |
| --------------------- | --- |
| Invetriate            | - Invetriate monocrome con decorazioni incise. Decorate con vetrina incolore, gialla o verde e incise.. |
| Smaltate              | - Smaltate monocrome. Con smalto verde su entrambe le superfici e con smalto bianco su entrambe le superfici. - Smaltate bicrome (Fayyum ware). Decorate con macchie in verde o verde e bruno su smalto bianco interno. L’esterno è ricoperto da vetrina piombifera giallo-verde. |
| Lustro metallico      | - Decorate con lo stesso smalto bianco sia all’interno che all’esterno. I disegni a lustro sono di norma color rame. |

#### Prodotti del Vicino Oriente Islamico
Reperti databili verso l’ultimo quarto XII - primi decenni del XIII secolo. I corpi ceramici sono rivestiti con coperture vetrose (vetrine alcaline e smalti stanniferi) che possono coprire completamente il manufatto e si possono presentare uguali in entrambe le superfici o differenti. Sono recipienti provenienti da Raqqa, in Siria.
| Tecnica di produzione                    | Decorazione |
| ---------------------------------------- | --- |
| Raqqa Ware                               | - I decori sono tracciati in nero sotto vetrine alcaline blu stese su entrambe le superfici (Black-under-turquoise).                                                  |
| Invetriate (vetrine alcaline) e smaltate | - Decorate con vetrina alcalina colore bruno-violaceo. - Decorate con vetrina alcalina nero-porpora. - Decorate con smalto stannifero verde su entrambe le superfici. |

#### Prodotti di aree bizantine

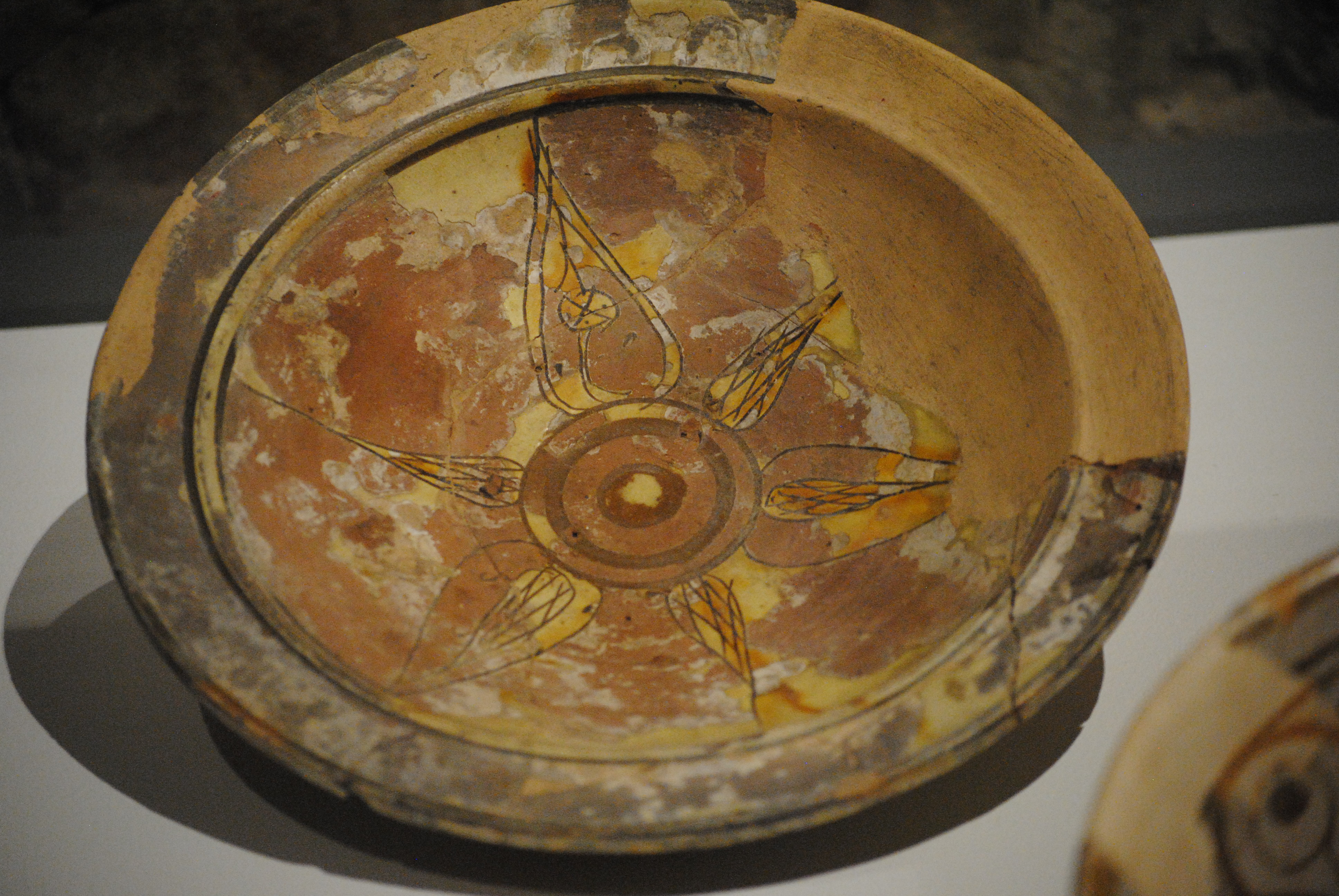
Scodella ingobbiata e graffita ("Zeuxippus ware. Class II"), Attica (Grecia), ultimo quarto XII secolo, chiesa di San Michele degli Scalzi.

I reperti risalgono all’ultimo quarto del XII - inizio del XIII secolo. I manufatti sono ingobbiati e coperti da vetrina piombifera incolore o colorata. 
Le aree di provenienza vengono decretate sulla base di analisi mineralogiche: 
1. Coste mediorientali del Mediterraneo: da qui provengono ceramiche ingobbiate monocrome con decorazioni graffite[31].
2. Area egeo-anatolica: le ceramiche sono ingobbiate monocrome e abbellite con decorazioni varie (“Glazed Reserved Slip-ware”, “Glazed Spil-ware with Green Splashed Decoration”)[31][32].
3. Attica: le ceramiche sono ingobbiate e graffite (“Zeuxippus ware. Class II”)[33].

#### Prodotti dell’Italia meridionale

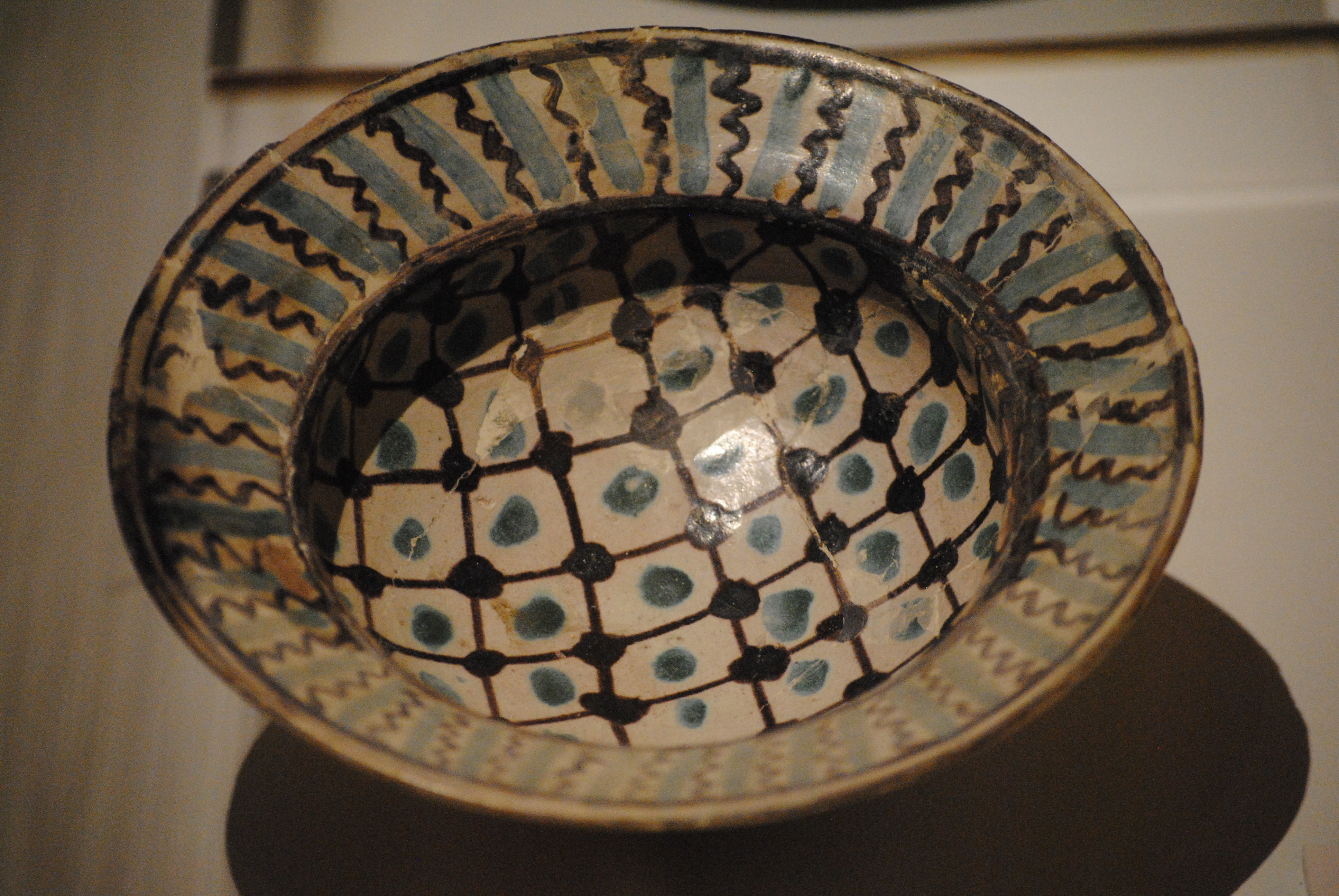
Scodella con tesa, protomaiolica pugliese (fine XII secolo), chiesa di San Paolo all'Orto.

Le ceramiche risalgono al primo quarto del XII secolo e alla metà del XIII e tra le zone dell’Italia meridionale viene anche inclusa la Sicilia sotto la dominazione normanna. I corpi ceramici sono rivestiti con coperture vetrose sulla superficie principale del vaso o su entrambe. La vetrina può essere incolore o colorata (verde o gialla, in diverse tonalità). Le decorazioni possono essere in verde e bruno, in solo bruno, o in rosso, bruno e verde. La tavolozza cromatica di questo gruppo comprende anche l’azzurro accostato al bruno. Tra le decorazioni si possono trovare motivi tracciati con l’ausilio di una “rotella”.
Le aree di provenienza sono suggerite dai risultati forniti da analisi mineralogiche incrociati con le caratteristiche tecnologiche e morfologiche:
1. Salerno e Gaeta[34].
2. Sicilia centromeridionale (Gela)[35].
3. Puglia (“protomaioliche” pugliesi)[35][36].

#### Prodotti ingobbiati e invetriati della Liguria

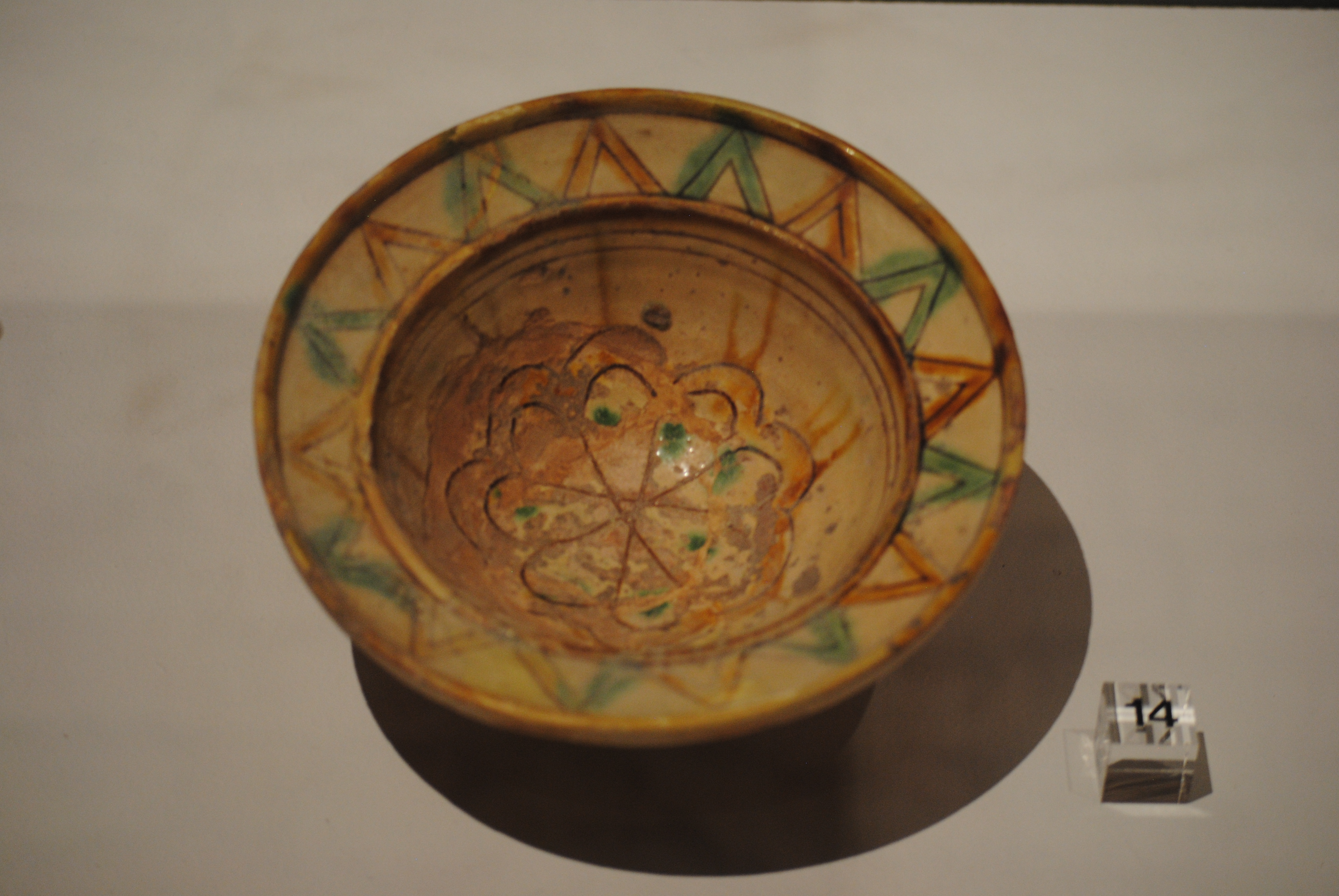
Scodella con tesa graffita arcaica di Savona (prima metà XIII secolo), chiesa di Santa Cecilia.

Questo gruppo comprende ceramiche arrivate a Pisa nella seconda metà del XII e XIII secolo e sono principalmente di produzione savonese. Hanno il rivestimento di ingobbio sotto uno strato di vetrina piombifera trasparente e decoro graffito. L’ingobbio è un sedimento argilloso selezionato e biancastro, che veniva steso sulla superficie principale dei recipienti. I manufatti così trattati potevano essere graffiti monocromi e policromi (verde-giallo tendente all’arancio) oltre che semplicemente dipinti. Le vetrine piombifere che ricoprivano il manufatto ingobbiato potevano essere incolori o colorate.

## La datazione dei manufatti ceramici usati come "bacini"
Per datare i manufatti che ornano le murature esterne delle chiese, in assenza di dati più precisi dalle stesse aree di produzione, gli studiosi hanno fatto riferimento al periodo di edificazione degli edifici stessi. Questo è stato possibile in quanto, di norma, le ceramiche usate come bacini, venivano inserite contemporaneamente all’innalzamento dei muri e venivano collocate dagli operai stessi seguendo più tecniche.
Sono stati individuati diversi modi per la posa in opera, suddivisi in base ai materiali di costruzione degli edifici: la pietra e i laterizi. In base a queste evidenze per i monumenti della Toscana decorati con “bacini” è stata costruita quella che da Graziella Berti è stata definita una “stratigrafia ideale”.

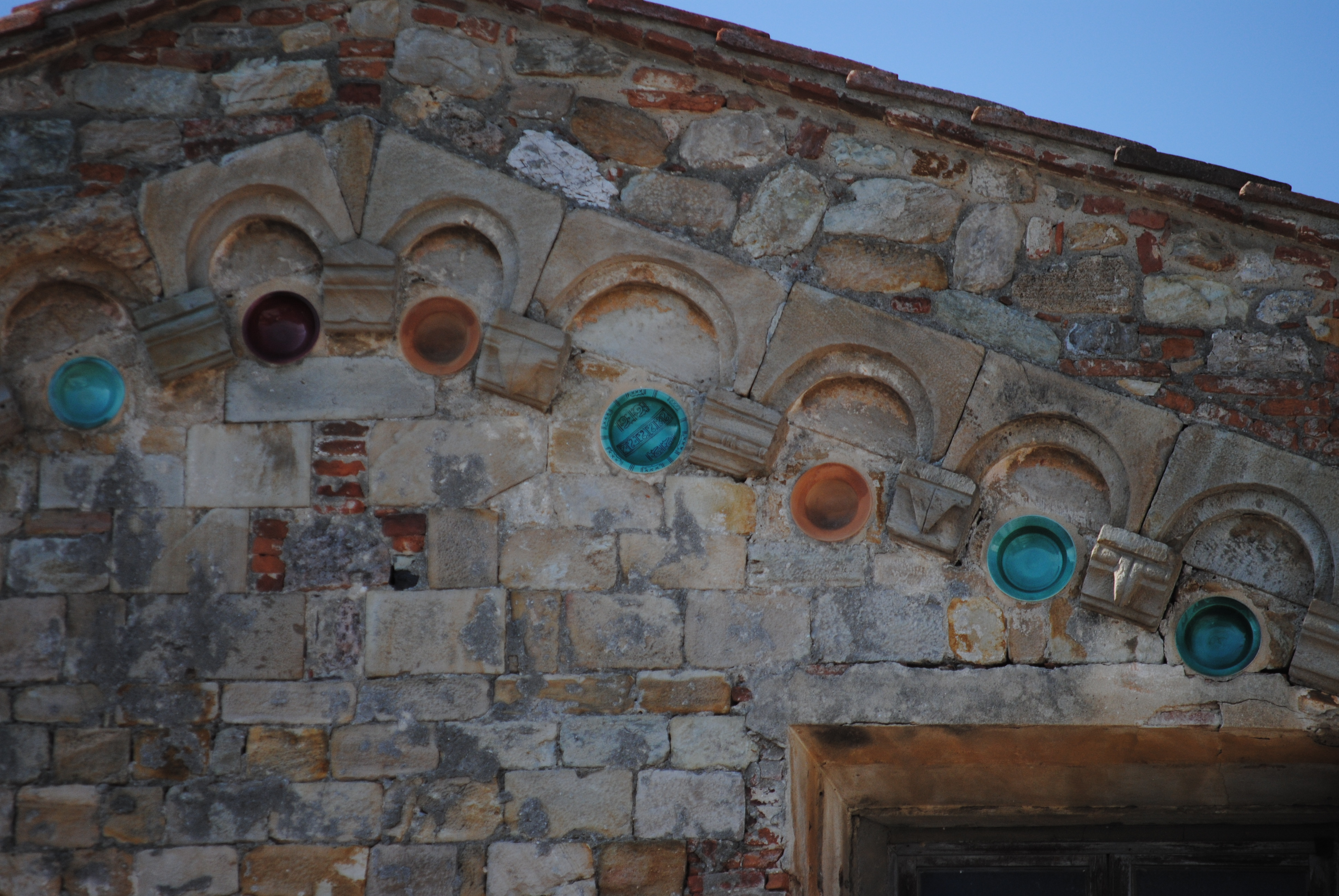
Chiesa di San Silvestro, esempio di struttura in pietra decorata con bacini ceramici.

Questa è stata suddivisa in cinque periodi che vanno dalla fine del X secolo fino al XV.
- Periodo 1 - fine X - fine XI secolo.
- Periodo 2 - XII secolo.
- Periodo 3 – inizio - terzo quarto XIII secolo.
- Periodo 4 - ultimo quarto XIII secolo – terzo quarto XIV secolo.
- Periodo 5 – fine XIV-XV secolo.

### Strutture in pietra
Le tecniche usate per le strutture in pietra sono state adottate tra la fine del X e la prima metà del XIII secolo. Le pietre usate per la costruzione dei muri perimetrali delle chiese venivano appositamente lavorate in base alle dimensioni dei "bacini ceramici" destinati alla decorazione architettonica. In linea di massima i "bacini" venivano collocati dall'interno del muro prima che questo fosse riempito "a secco"; le ceramiche potevano poggiare su delle scalanature appositamente create per accogliere l'orlo o la tesa del recipiente oppure potevano occupare uno spazio scavato che rispettava la dimensione del manufatto ceramico. Una pietra poteva essere ornata da uno o più "bacini" e un bacino poteva essere collocato su più pietre contigue. 

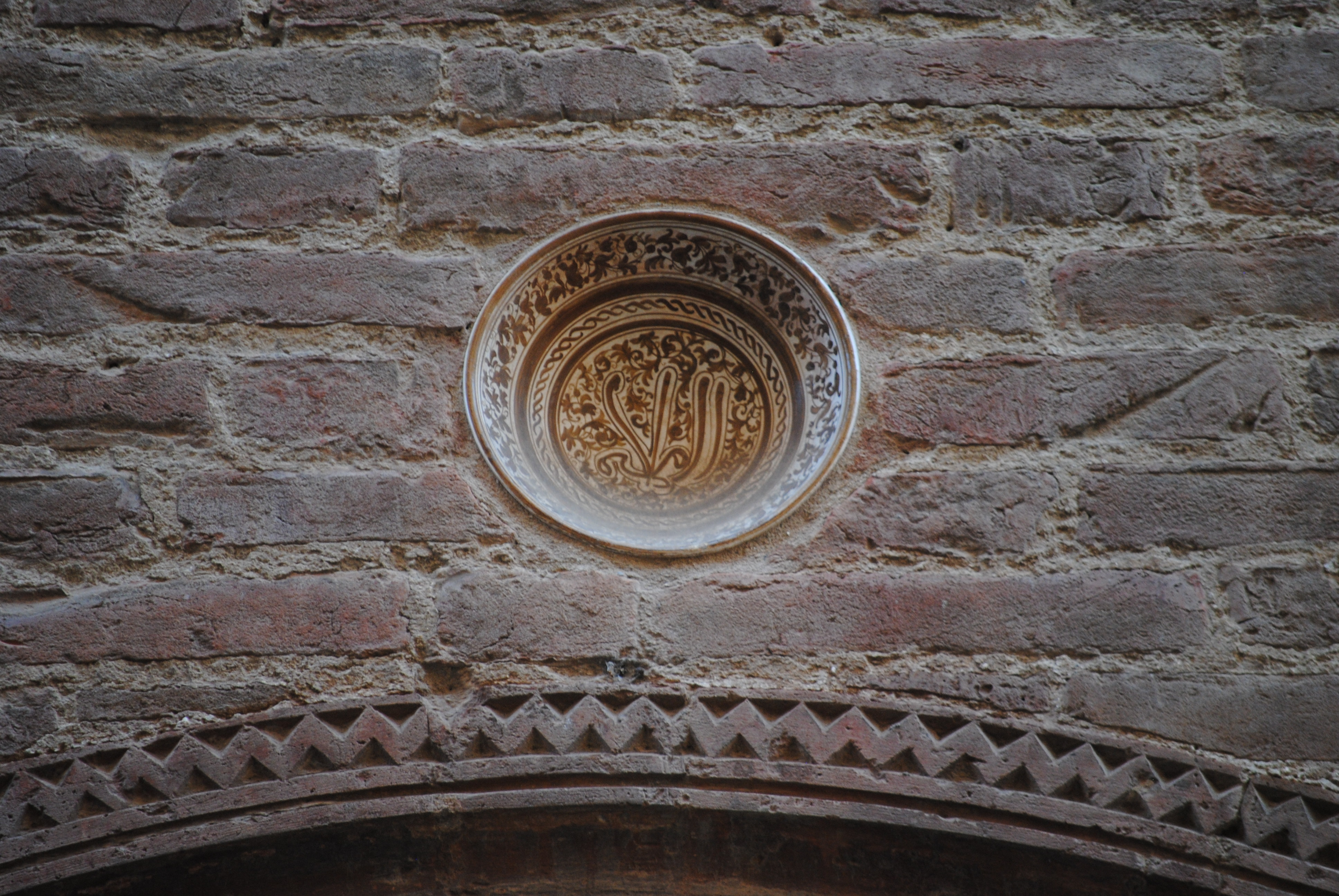
Esempio di bacino collocato su struttura in laterizi, Santa Cecilia.

### Strutture in laterizi
Le tecniche di messa in posa dei "bacini ceramici" in strutture costruite con i laterizi sono state adoperate tra l'inizio del XII secolo sino alla prima metà del XIV. I mattoni venivano tagliati seguendo le misure del "bacino" che dovevano accogliere e prima che il muro fosse riempito "a secco". In alcuni casi il piede del "bacino ceramico" veniva cinto con un pezzo di corda e ancorato all'interno del muro con delle pietre o della calce. Di solito rimanevano degli spazi vuoti tra i recipienti di ceramica e i laterizi; questi potevano essere riempiti sia con dei pezzi di mattoni appositamente creati, sia con frammenti di laterizi irregolari.

## Le principali strutture religiose pisane decorate con "bacini ceramici"

### La chiesa di San Piero a Grado
La Basilica di San Pietro Apostolo, conosciuta anche come San Piero a Grado è la prima chiesa pisana che si incontra venendo dal mare, distante qualche chilometro dal centro cittadino. Si tratta di una delle chiese più antiche di Pisa in quanto essa sorge, come hanno dimostrato gli scavi archeologici condotti nel complesso, su un vecchio edificio paleocristiano datato al IV secolo, poi ampliato tra l’VIII e il IX secolo.

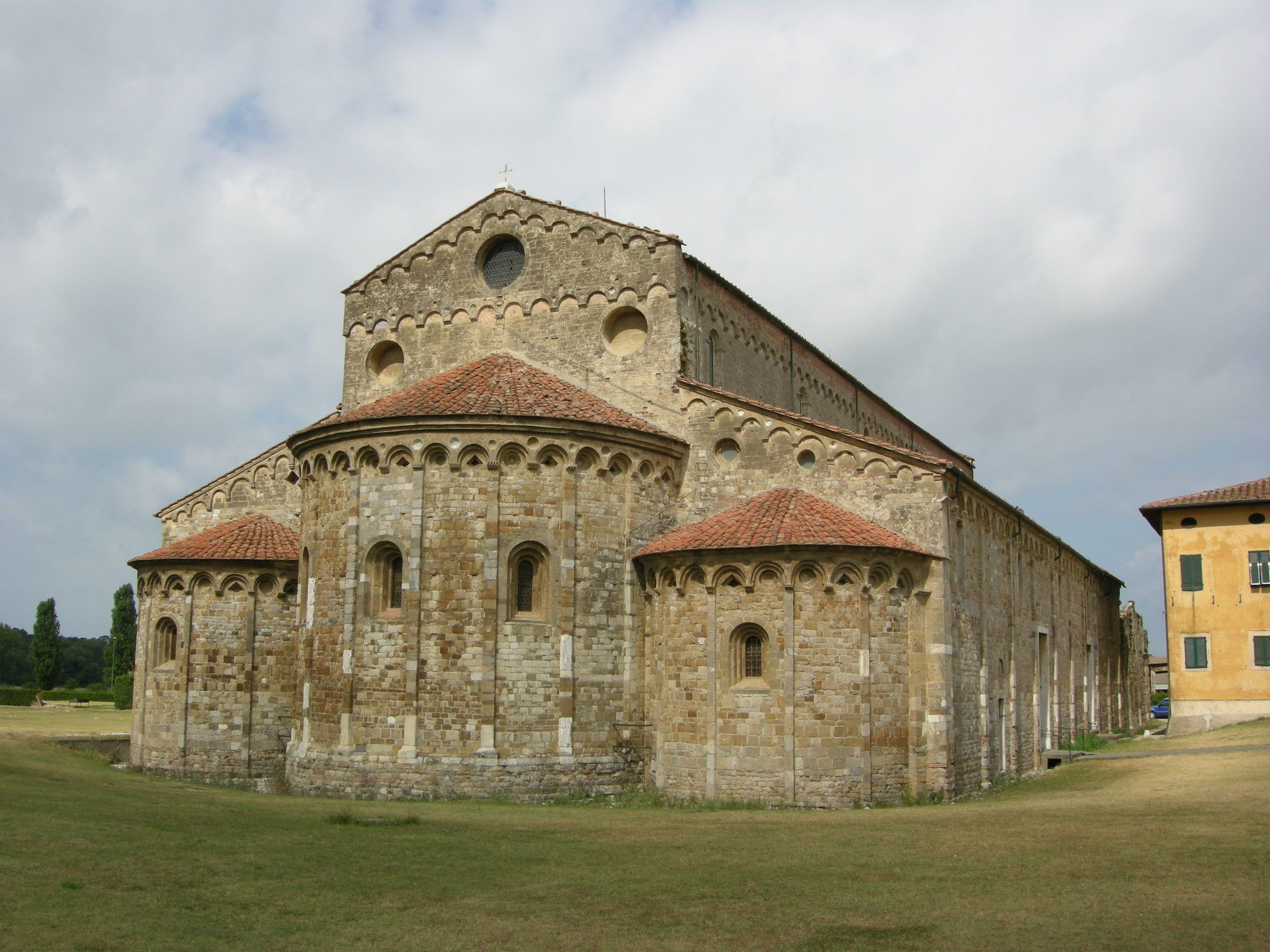
Basilica di San Piero a Grado.

La singolarità di questo complesso sta nella presenza di quattro absidi: tre volgono verso oriente, una (la più grande) verso occidente. Le mura esterne della chiesa sono abbellite da lesene e nella parte superiore sono presenti archetti ciechi in stile romanico pisano.
L’edificio all’interno è organizzato in tre navate divise da una serie di colonne reimpiegate, prese da altri monumenti. Le pareti di quella principale sono decorate con un ciclo di affreschi eseguiti dal pittore lucchese Deodato Orlandi intorno al 1300 - 1312. Gli stessi affreschi testimoniano la presenza di forme chiuse in maiolica arcaica prodotte a Pisa nel XIV secolo.
La basilica viene citata in una fonte scritta del 1046 e tra la seconda metà del X e l’inizio dell’XI secolo vennero edificate le tre absidi che volgono ad est, ornate con i manufatti ceramici. Graziella Berti colloca la posa dei “bacini” proprio in questo periodo.
Nella prima metà circa del secolo successivo comincia la costruzione, al posto di una vecchia facciata, dell’abside occidentale che infatti, insieme ai suoi prossimi paramenti murari, non è decorata con i bacini. Sullo stesso lato sorgeva un tempo il campanile distrutto durante la Seconda guerra mondiale; di questo oggi rimane solo il basamento in pietra, ricostruito qualche anno fa.

### La chiesa di San Sisto

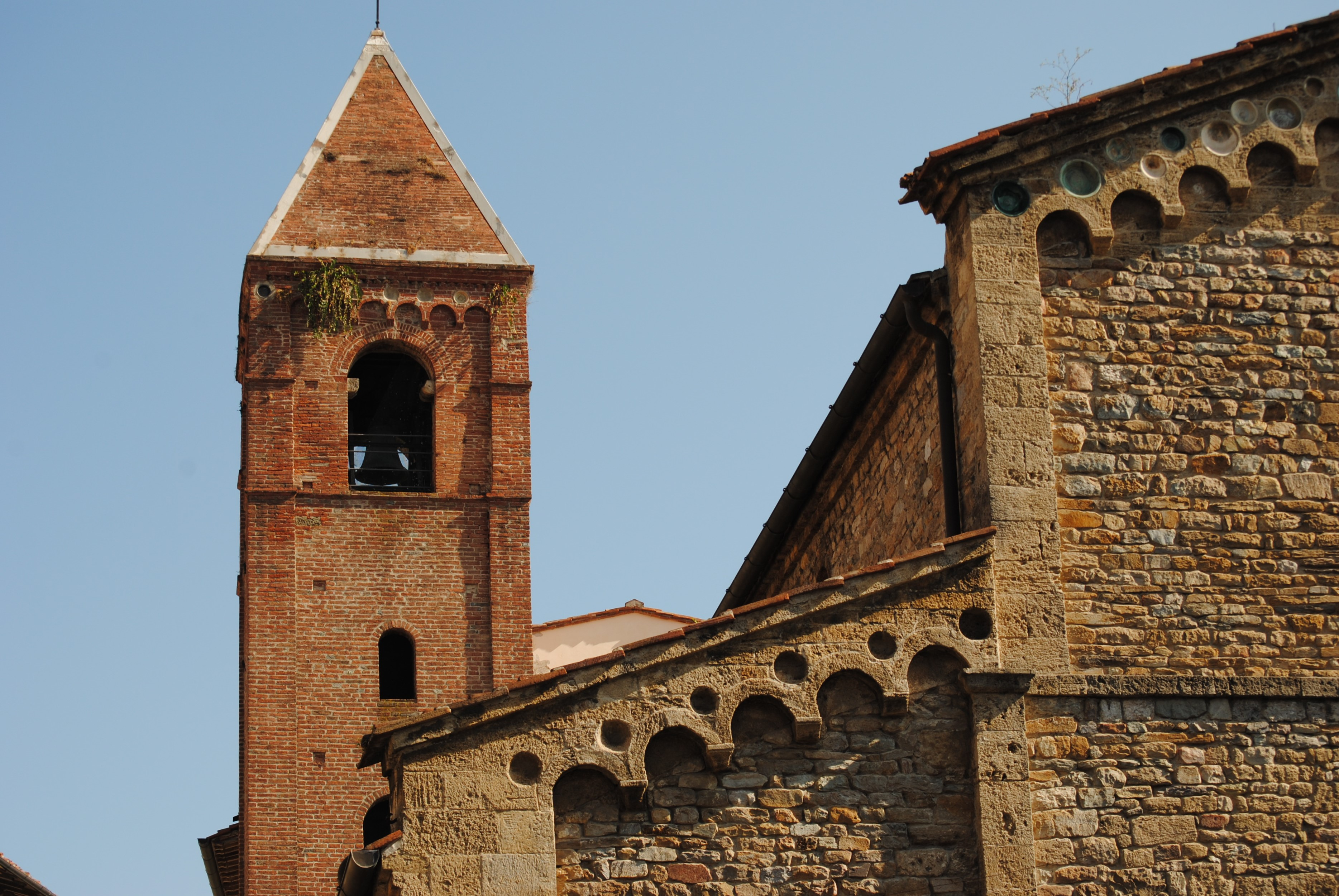
Chiesa di San Sisto e campanile.

La chiesa di San Sisto risale al 1087 quando i pisani, dopo aver saccheggiato il porto tunisino di Mahdia, poterono disporre di ingenti somme per la sua costruzione.

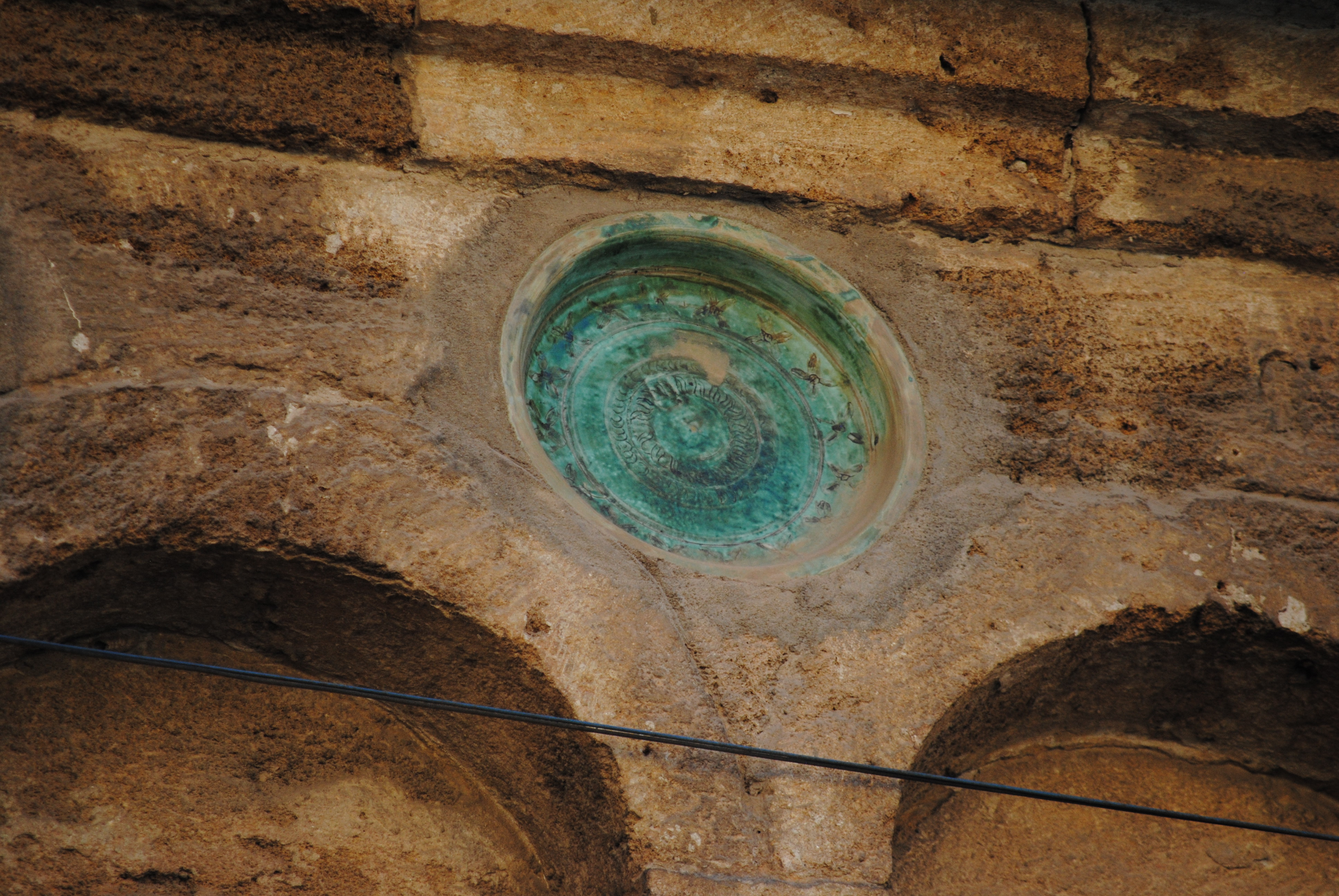
Bacino ceramico di San Sisto.

Sorge in una zona, la Cortevecchia, dove al tempo della Repubblica si svolgeva gran parte della vita politica cittadina. La stessa chiesa venne sicuramente investita di un forte significato civico, in quanto al suo interno catturano l’attenzione i quattro stendardi dei quartieri pisani e sono conservati simboli della vecchia repubblica marinara: un timone e un albero appartenenti ad una vecchia imbarcazione del XIV - XV secolo.
La chiesa rispecchia l’originale struttura medievale anche se fu interessata da diversi lavori già nella metà del XV secolo ma anche all’inizio del Seicento e negli anni Sessanta del Settecento.
All’interno è organizzata in tre navate, coperte da un tetto a capriate e divise da colonne di spoglio coronate da capitelli classici. In quelle laterali si aprono alcune piccole cappelle.
La facciata presenta tre porte, una per navata. Sull’architrave di quella centrale è presente un arco cieco a tutto sesto (come anche sui portali laterali), sopra il quale si apre una bifora. Tra gli spioventi del tetto e gli archetti ciechi che abbelliscono la facciata, sono collocati “bacini ceramici” importati soprattutto da centri del Bacino Mediterraneo occidentale sotto l’influenza islamica.
Il fianco che si affaccia sull’odierna via Corsica è abbellito allo stesso modo.
Sul lato opposto alla facciata si innalza il campanile in laterizi che poggia su una base in pietra e in alto è ornato da bacini ceramici alloggiati tra gli archetti ciechi e la copertura cuspidata.

### La chiesa e il campanile di Santa Cecilia

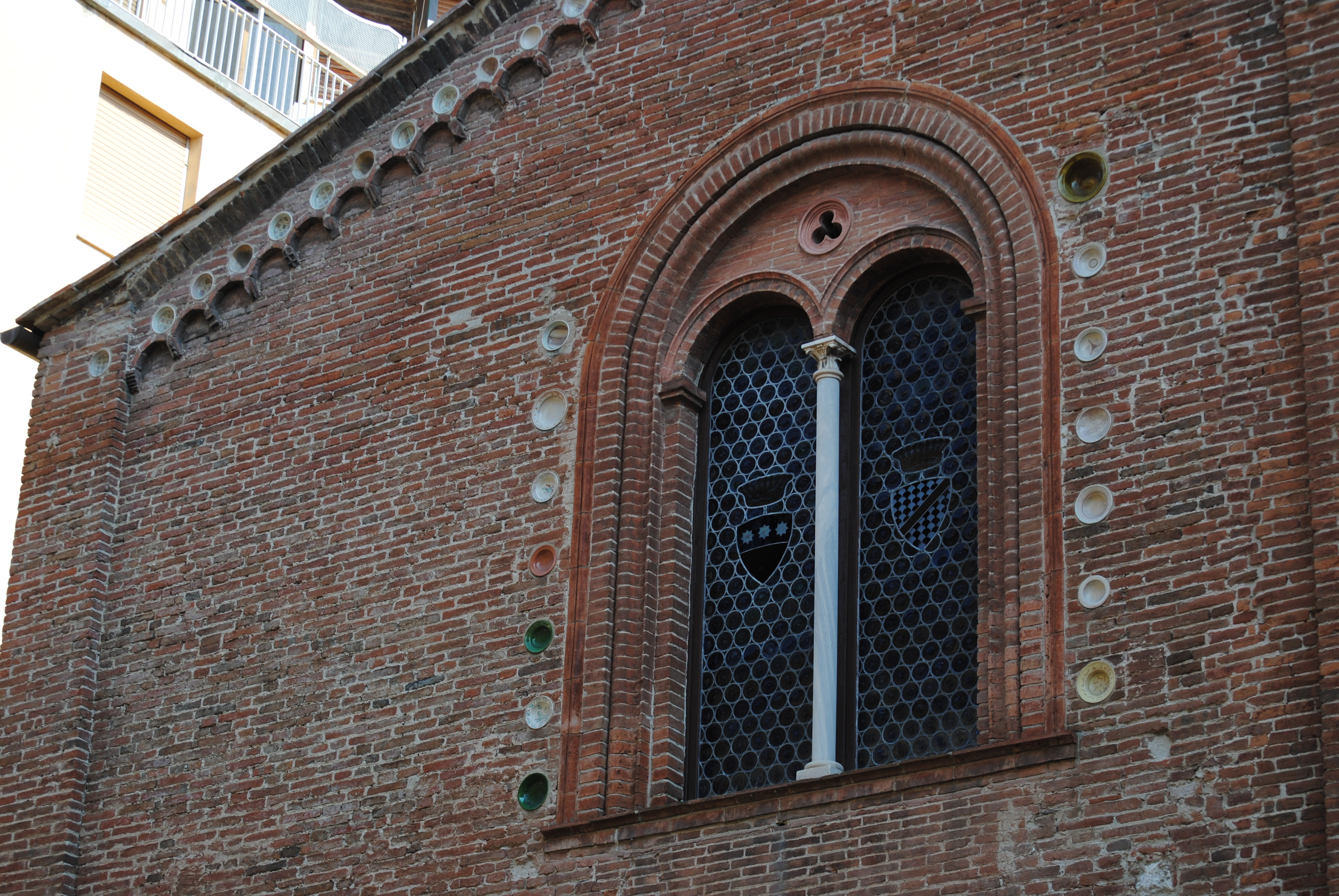
I bacini ceramici di Santa Cecilia.

#### La chiesa
L’edificio è stato fondato nel 1102 e consacrato nel 1103 o 1107
.
La chiesa è ad un’unica navata e ha l’ingresso principale orientato verso ovest che si affaccia sulla via omonima. Il lato meridionale si trova su via San Francesco (già “carraia sancte Cecilie”).
Il corpo della chiesa è provvisto di un campanile “sospeso” che si alza sull’angolo sud-ovest. 
Il tetto a capriate e buona parte del lato nord sono stati ricostruiti a seguito degli ingenti danni subiti dopo i bombardamenti caduti sulla città di Pisa durante la seconda guerra mondiale.
All’esterno, la facciata monocuspidata è organizzata in due livelli differenti: quello inferiore è stato costruito in pietre fino all’altezza dell’architrave della porta d’ingresso, mentre quello superiore è in laterizi, rifinito poi con un coronamento ad archetti ciechi. I piedritti e gli elementi che formano le archeggiature sono intervallati da una serie continua di "bacini ceramici" posti sopra le giunzioni degli archetti. Al di sopra della porta è presente una bifora vetrata.

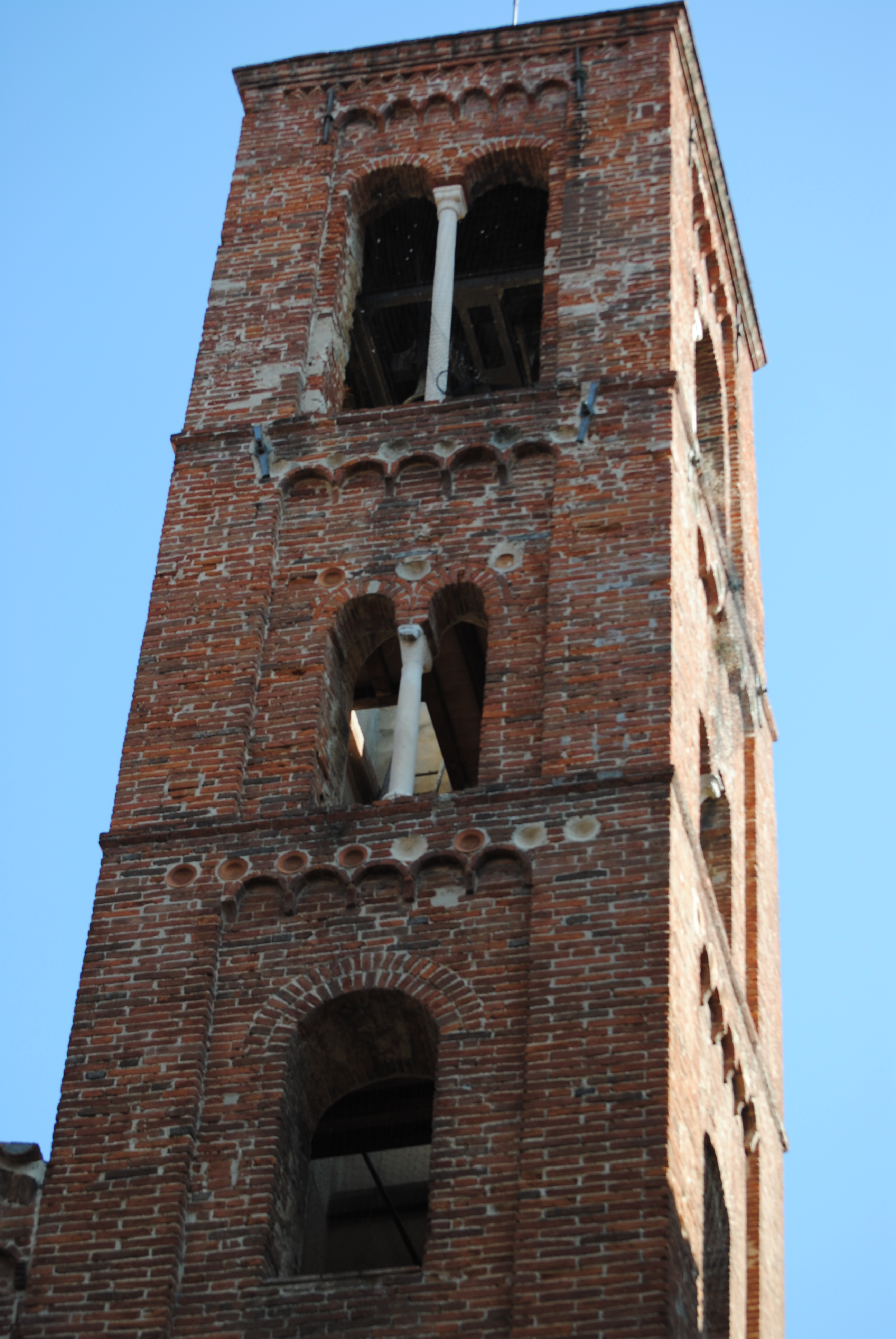
Campanile di Santa Cecilia.

Sul fianco sud corre una fila di “bacini” alla stessa altezza di quelli posti alla base del campanile, qualche altro era collocato più in basso sopra le porte e sulla lesena terminale. Il fianco opposto era ornato analogamente ma ad oggi rimangono solo tracce della posizione originale dei “bacini ceramici”. 
La collocazione di questi ultimi sulle murature esterne potrebbe risalire al 1256, anno in cui è stato forse completato l’edificio.
Alcune ceramiche, oltre a essere murate, erano ancorate alla parete con un legamento in rafia.
Per decorare la chiesa di Santa Cecilia furono impiegate ceramiche di varie provenienze:
maioliche arcaiche pisane, recipienti ingobbiati di produzione ligure, protomaioliche dell’Italia meridionale, ceramiche a lustro metallico spagnole-andaluse, prodotti tunisini e infine esemplari medio-orientali ad invetriatura alcalina.

#### Il campanile
Il corpo del campanile è abbellito da lesene angolari che salgono dalla base in pietra del livello inferiore della chiesa. Per dare un senso di continuità sono stati inseriti sul corpo del campanile dei bacini alla stessa altezza di quelli presenti a contorno della bifora posta sopra la porta principale.

### La chiesa di San Francesco
La chiesa di San Francesco presenta decorazioni con “bacini” solo sul corpo del campanile. 

#### Storia della chiesa

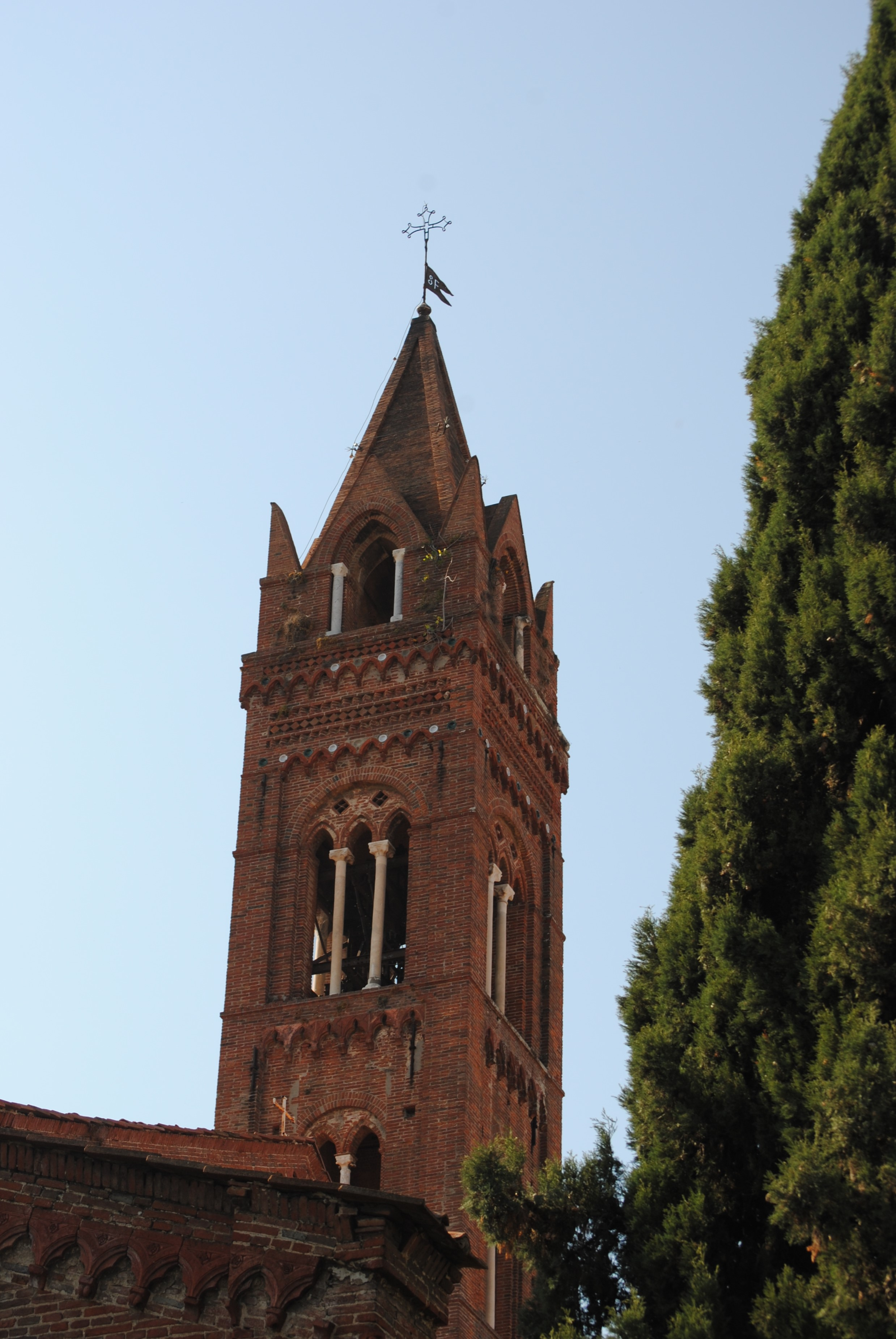
Campanile di San Francesco (Pisa)

Le prime notizie sulla comunità francescana pisana risalgono al 1211, ma il loro definitivo insediamento in città si ebbe nel 1228, quando all’ordine venne concessa la chiesa della SS.Trinità, già esistente nel 1173. Nel 1233 fu edificato, nei pressi della stessa, un piccolo oratorio dedicato a San Francesco, che cominciò ad essere ampliato nel 1241. Grazie al racconto di un miracolo avvenuto in città nel 1253 sappiamo indirettamente che la nuova chiesa era in fase di edificazione già in questo anno. L’edificio è ad un’unica grande navata con il transetto nella parte terminale della stessa. Quest’ultimo è arricchito da sette cappelle, riprendendo l’iconografia tipica dell’Ordine francescano. Le fasi conclusive della costruzione si collocano intorno al 1318, quando erano da completare ancora il tetto e la facciata, abbellita poi con un rivestimento di marmo bianco. Gli interventi susseguitisi nel tempo hanno interessato lavori minori di rifinitura e piccole costruzioni.

#### Il campanile
Il campanile pensile, completato contemporaneamente alla chiesa, si erge sul braccio sinistro del transetto. I “bacini” furono collocati sul campanile in due momenti. Il primo interessa recipienti di importazione simili a quelli che abbelliscono la chiesa di Santa Cecilia, posati alla base intorno agli anni ‘50-‘60 del XIII secolo. Il secondo momento di erezione delle murature e di contemporanea posa delle ceramiche concerne i tre piani sovrastanti la base del campanile. Questi sono scanditi da archetti trilobati, decorati sulla parte superiore da esemplari tutti in maiolica arcaica di produzione locale. 

### La chiesa di San Martino

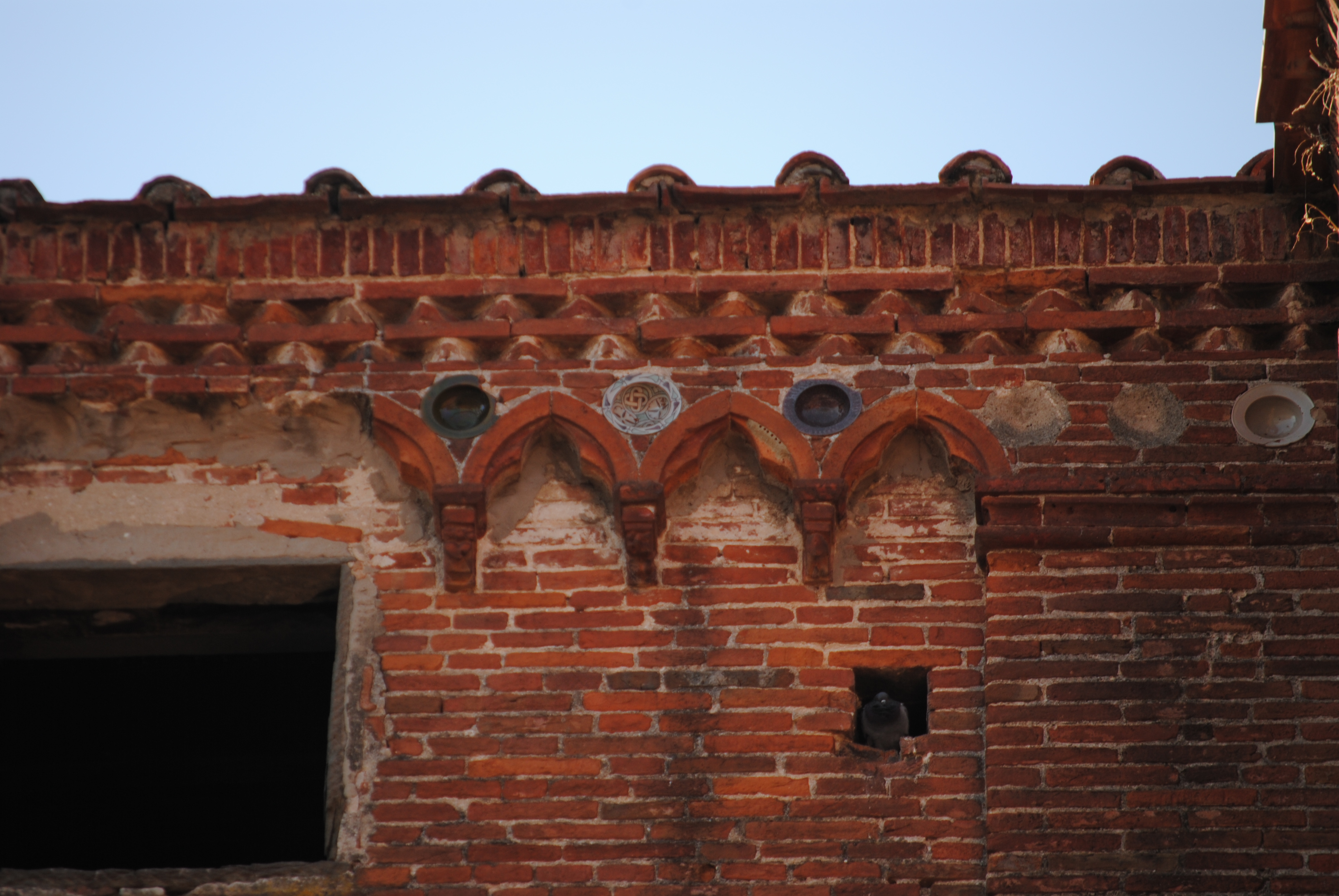
Bacini ceramici della chiesa di San Martino.

La chiesa di San Martino si erge nel quartiere un tempo detto “Chinzica”, a sud del fiume Arno, in sostituzione di una vecchia chiesa ivi preesistente. L’inizio della sua costruzione si colloca negli anni finali del XIII secolo e venne ultimata intorno al 1332, anno in cui venne fusa la “campana grande”. Sappiamo dal lascito testamentario di Bonifacio Novello che, nel 1337, si stava ancora lavorando agli interni della chiesa perché egli lasciò donazioni per il completamento del coro e dell’altare maggiore.
La chiesa è ad un’unica grande navata che presenta nella parte terminale un transetto dai corti bracci, sul quale si apre l’abside. Sulle pareti perimetrali, in alto sotto gli spioventi del tetto, sono presenti degli archetti trilobati della stessa tipologia di quelli del campanile di San Francesco. Questi sono separati da delle lesene.
Tutte le pareti esterne della chiesa, esclusa la facciata principale che è stata rivestita da marmo bianco in epoca posteriore, sono decorate con “bacini ceramici" inseriti tra gli ultimi decenni del XIII secolo ed il primo quarto del XIV. Questi sono nella maggior parte dei casi recipienti di produzione locale, maioliche arcaiche e recipienti invetriati, ma non mancano manufatti importati come i lustri metallici spagnoli.

### Altre chiese pisane decorate con bacini
- San Zeno.
- San Matteo.
- Santo Stefano.
- Duomo.
- San Pierino.
- San Silvestro.
- Sant’Andrea Forisportam.
- San Frediano.
- San Luca.
- San Paolo a Ripa d’Arno.
- Sant’Eufrasia.
- San Michele degli Scalzi.
- San Paolo all’Orto.
- San Biagio di Cisanello.
- San Giovannino.
- San Michele Arcangelo di Oratoio.
- Santa Caterina.
- Sant’Anna[N 12].

## Galleria d'immagini

Le chiese di Pisa e i bacini ceramici
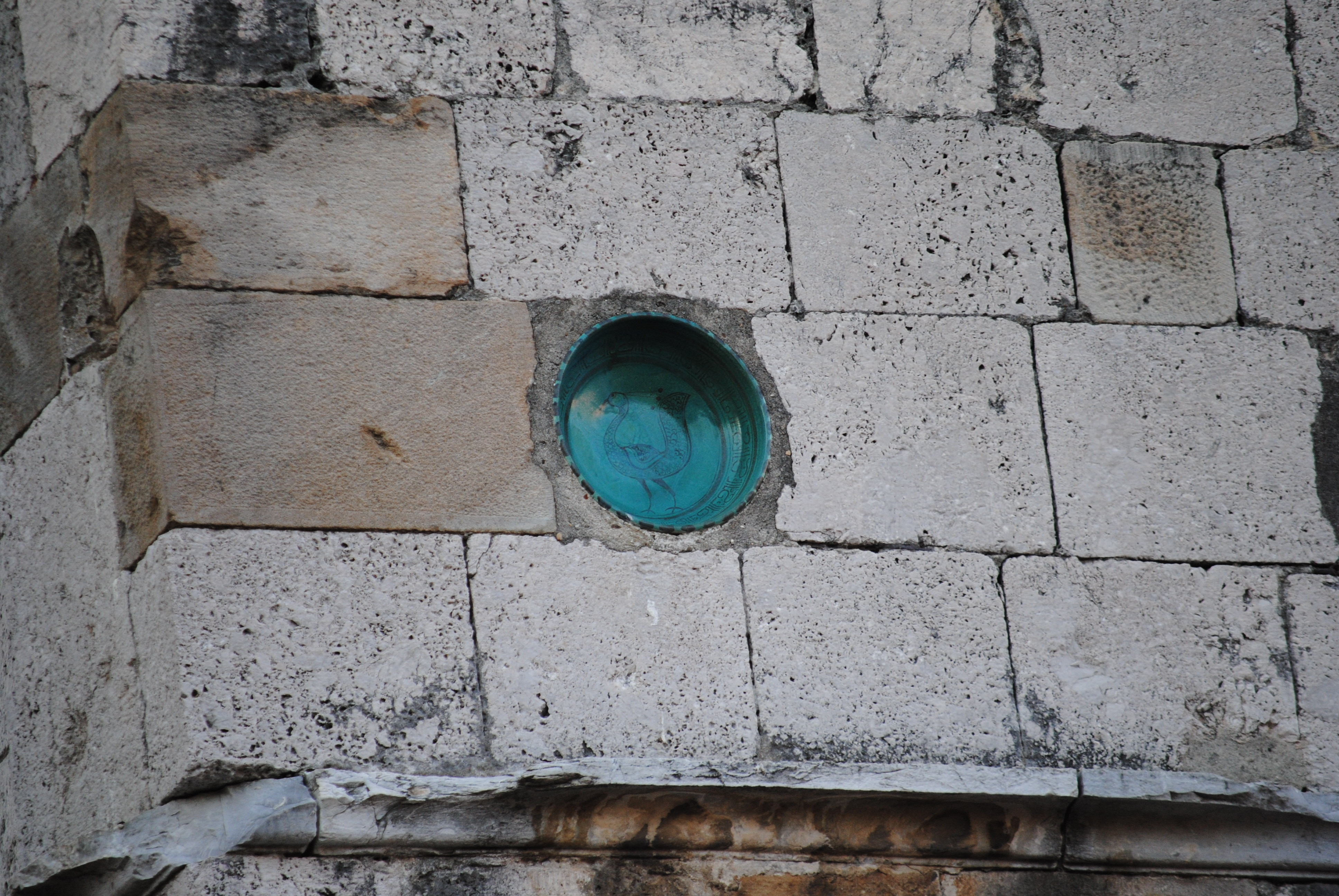
Chiesa di San Michele degli Scalzi.
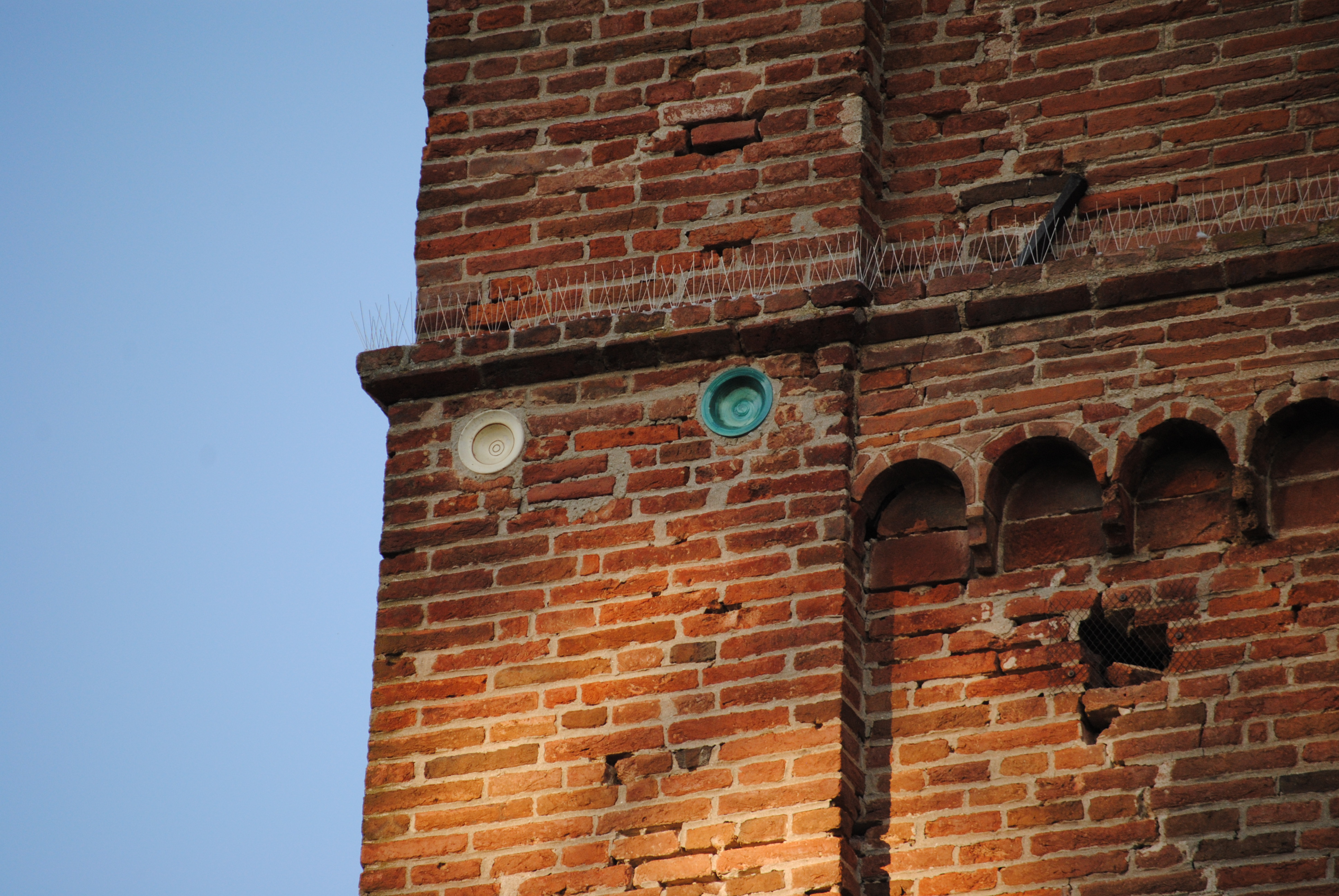
Torre Campanaria di San Michele degli Scalzi.
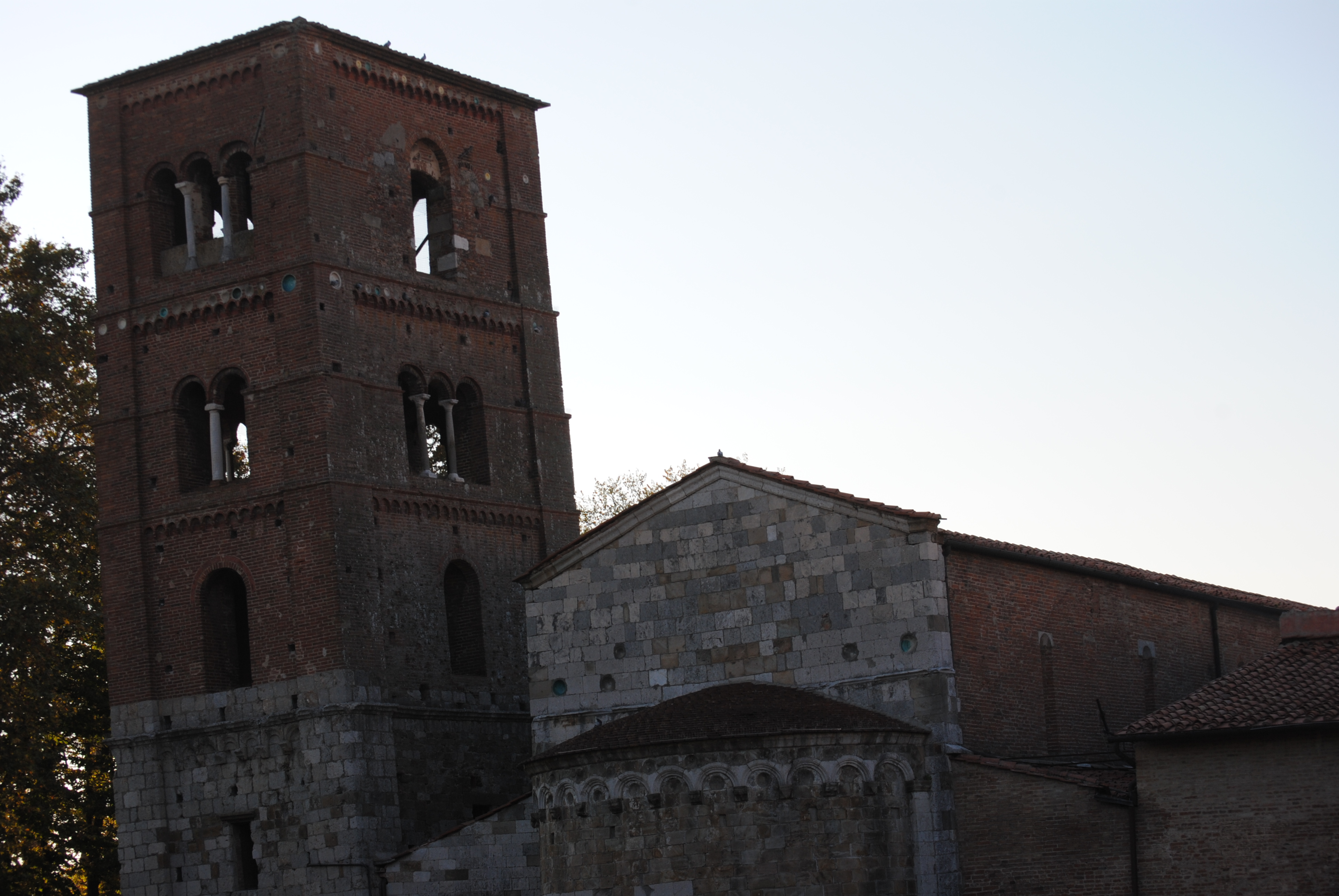
Chiesa e campanile di San Michele degli Scalzi.
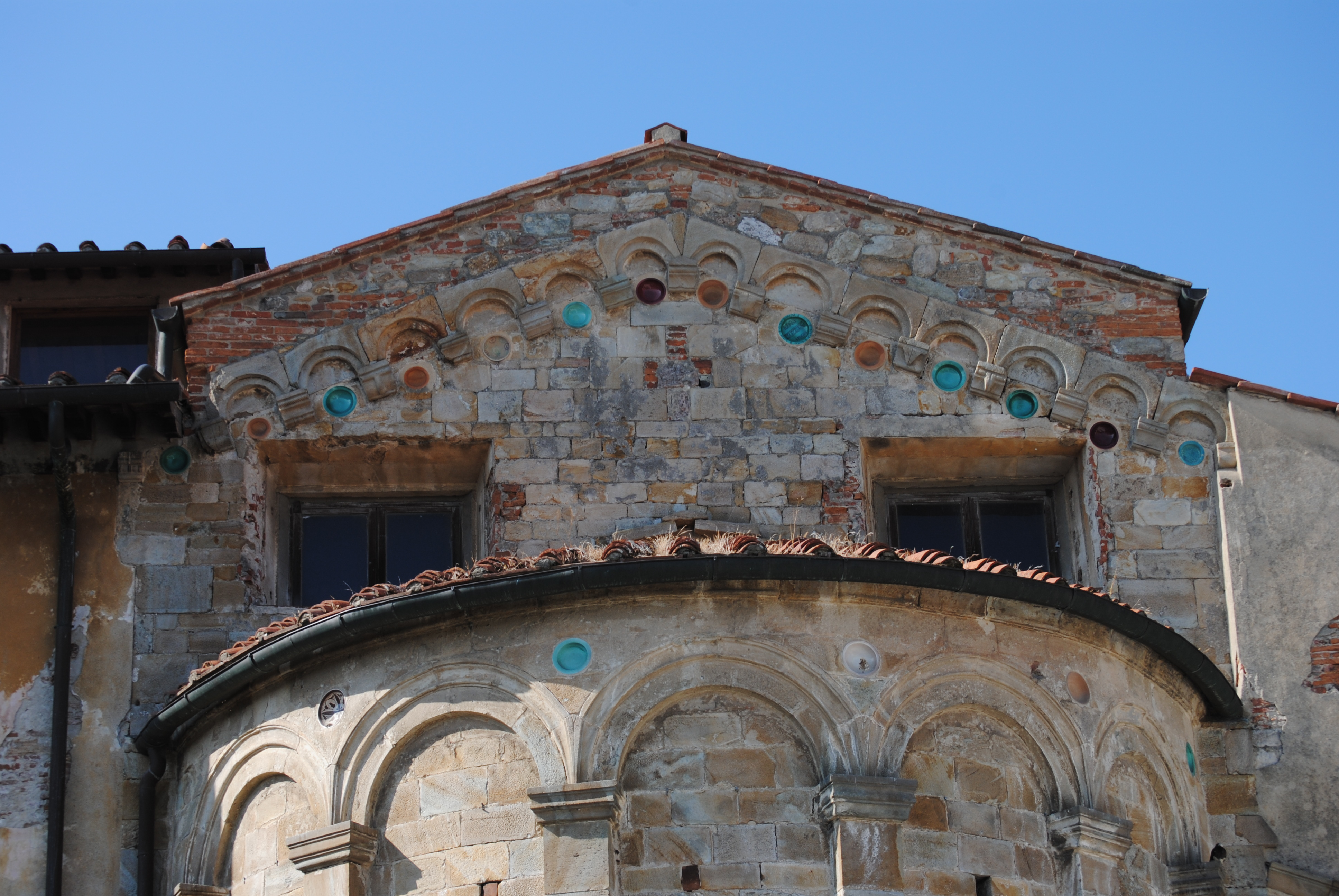
Chiesa di San Silvestro a Pisa - Murature esterne dell'abside e della navata centrale decorate con bacini ceramici.
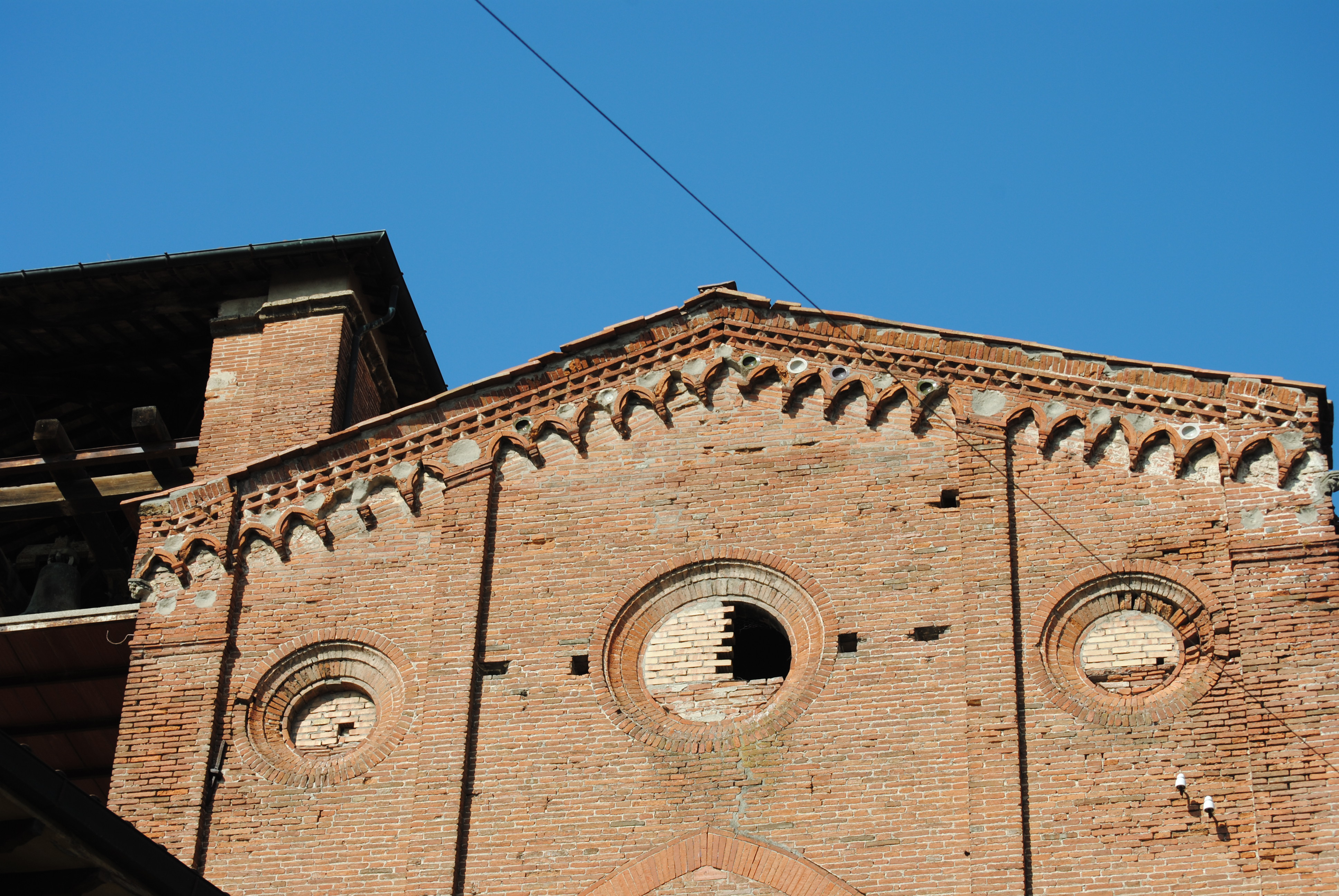
Chiesa di San Martino, abside.
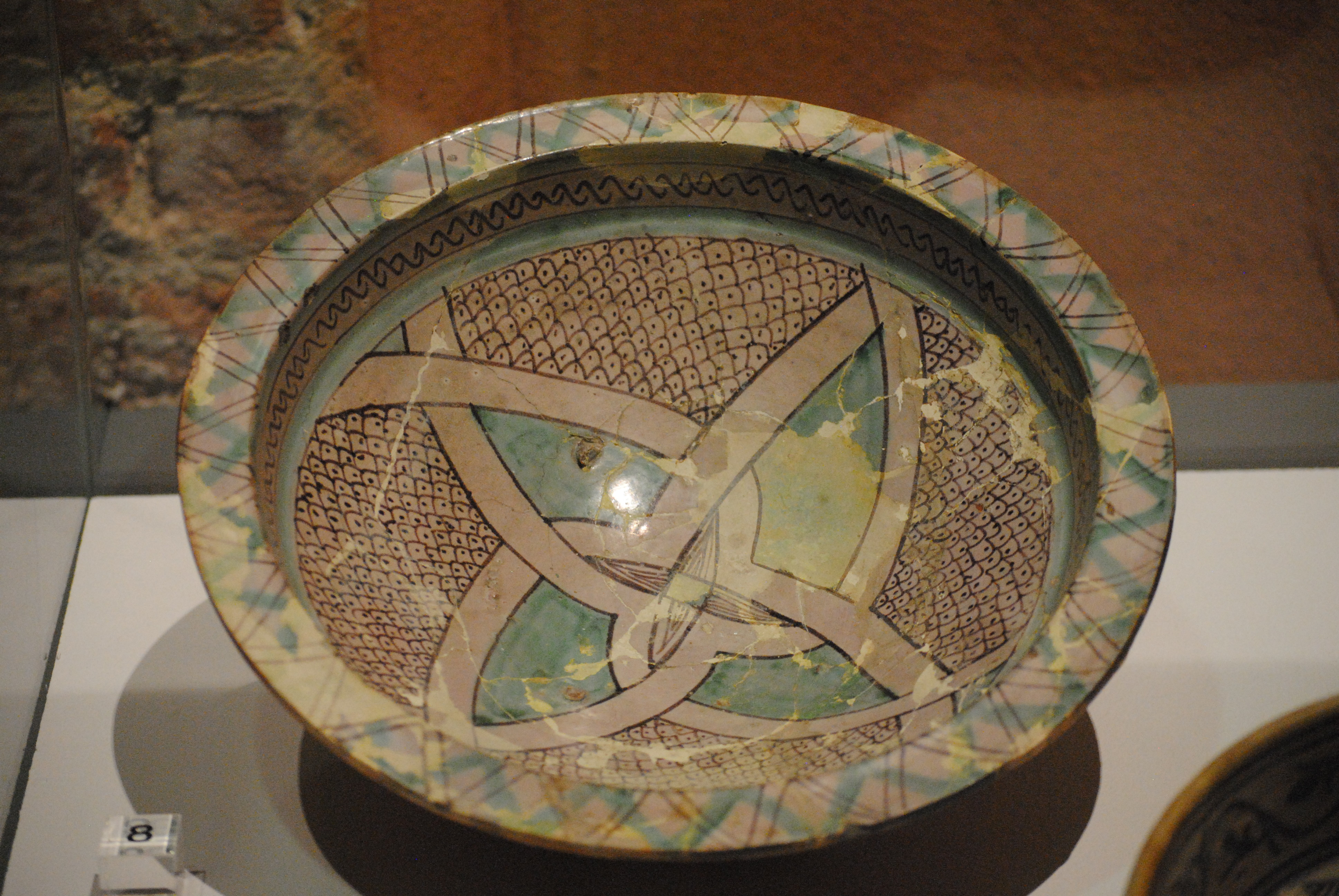
Catino, maiolica arcaica di produzione pisana (fine XIII - inizi XIV secolo) chiesa di San Martino.
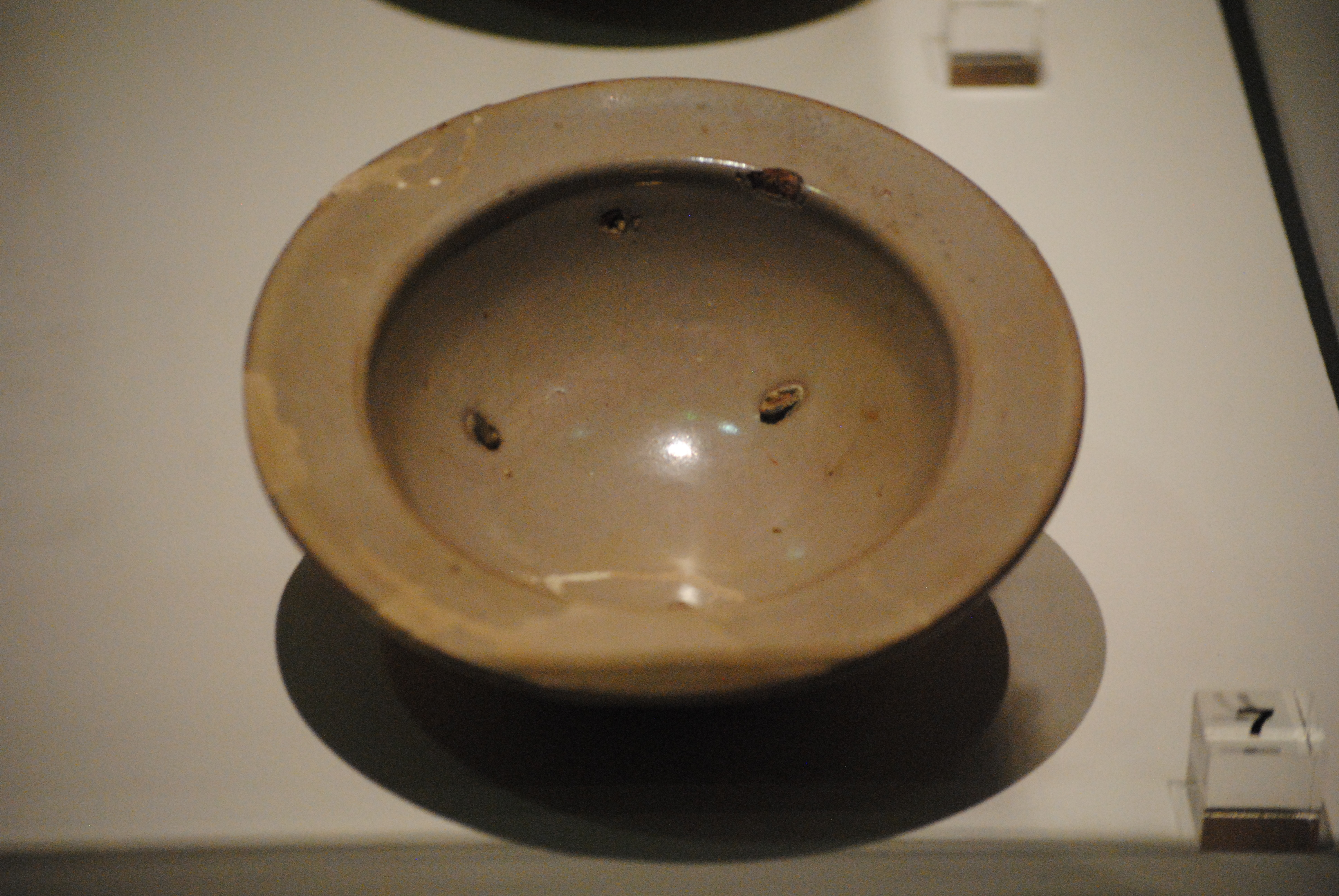
Scodella in maiolica arcaica di produzione pisana (fine XIII - inizi XIV secolo), chiesa di San Martino.
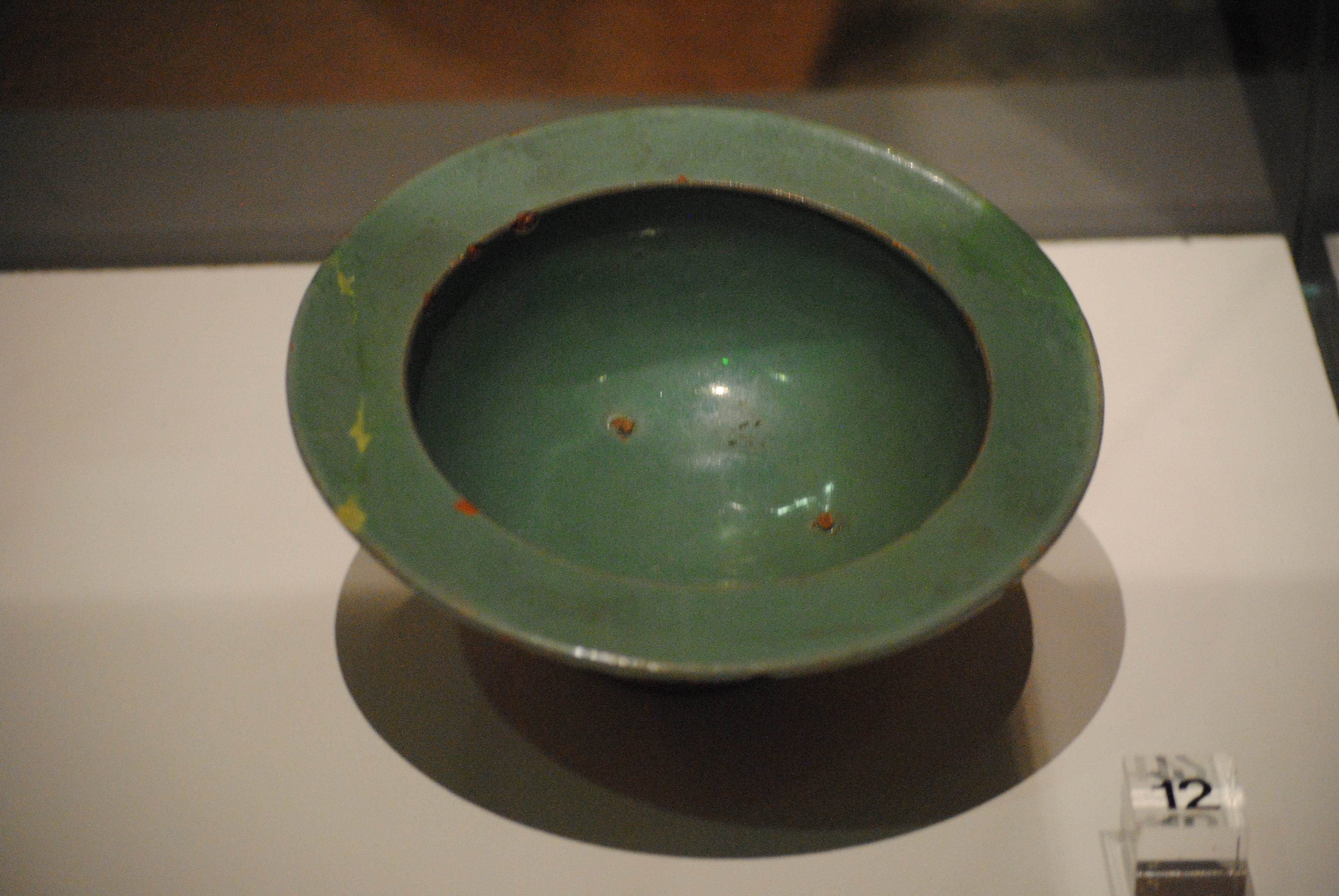
Scodella, maiolica arcaica pisana (fine XIII - inizi XIV secolo), chiesa di San Martino.
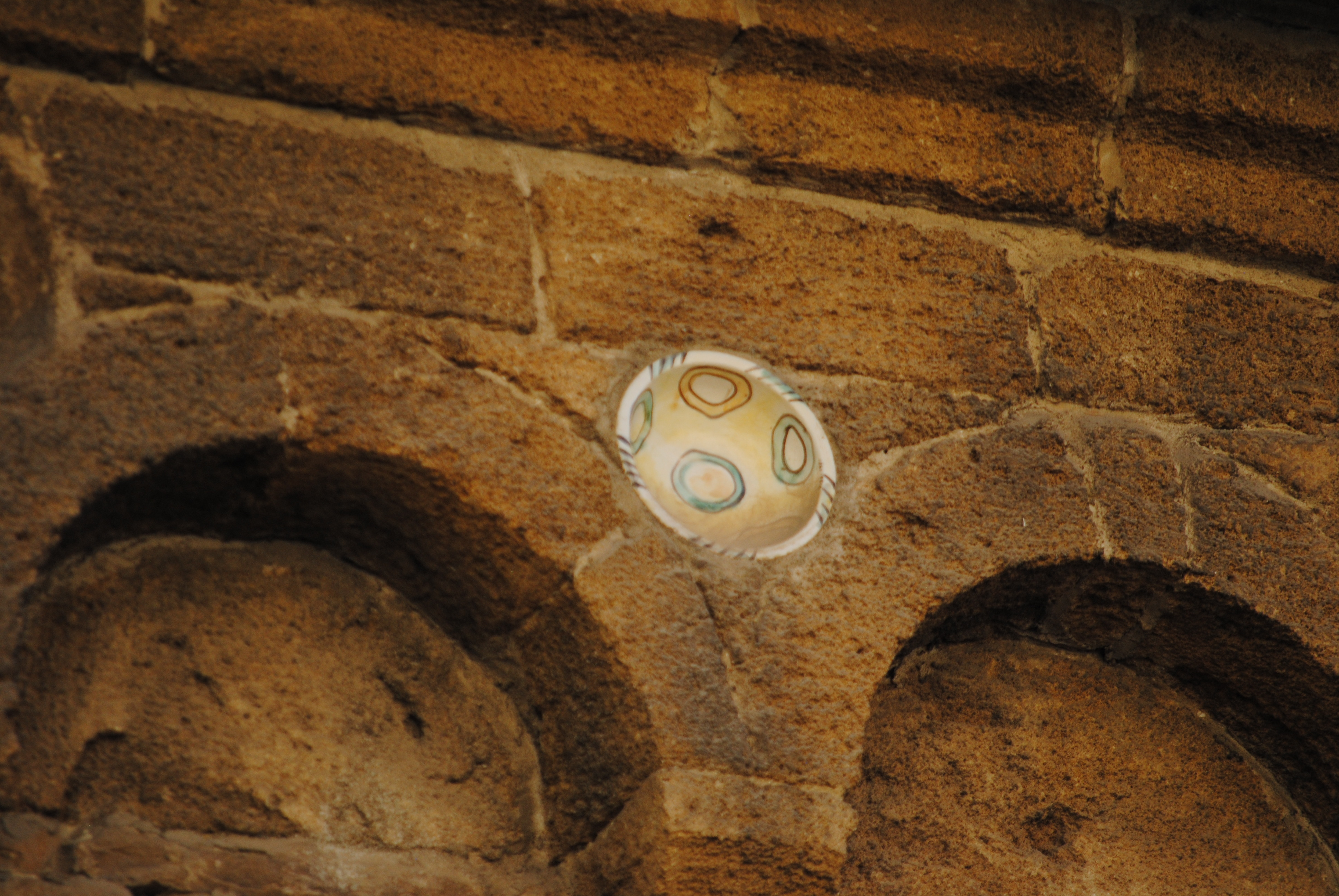
Bacino di San Sisto.
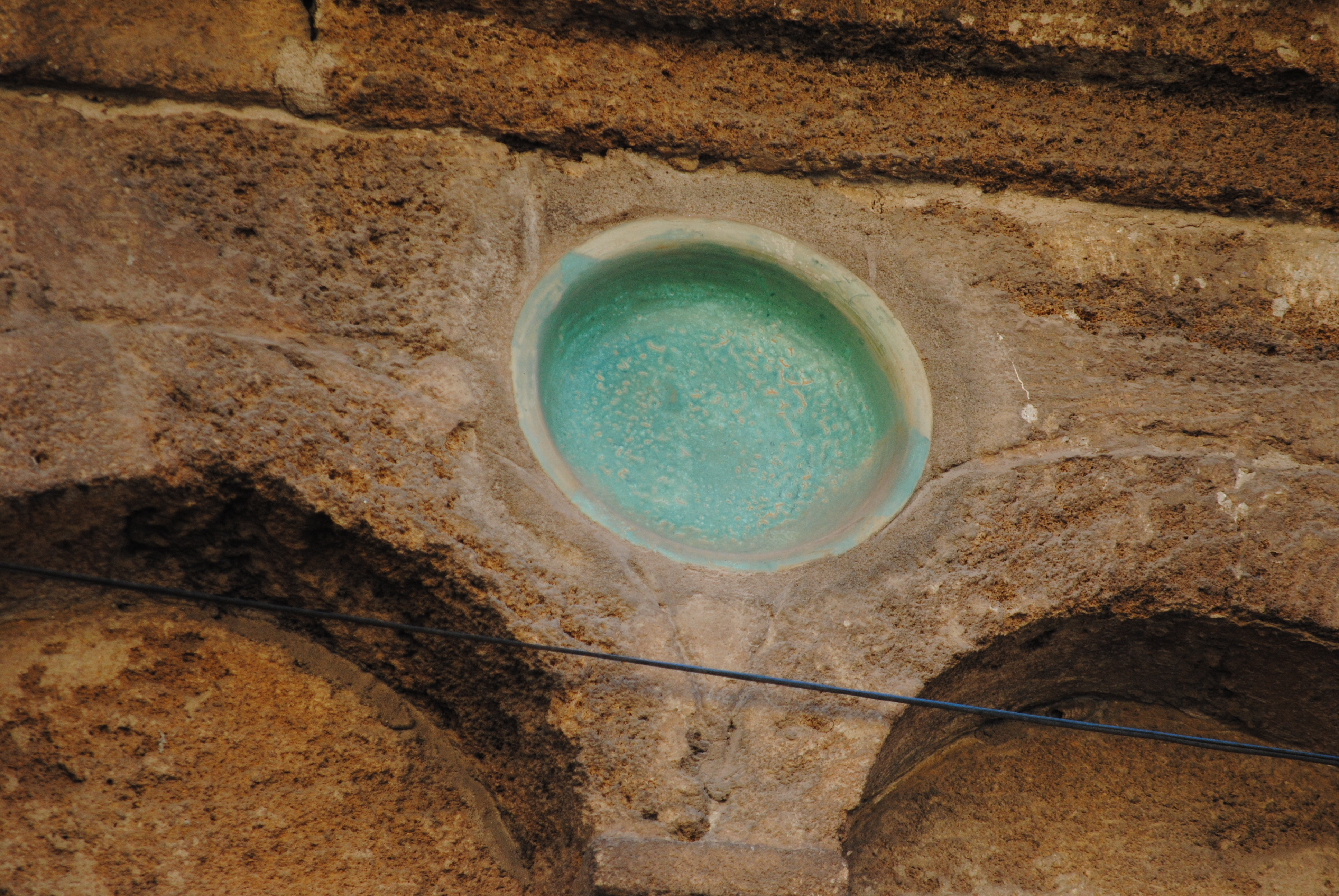
Bacino di San Sisto.
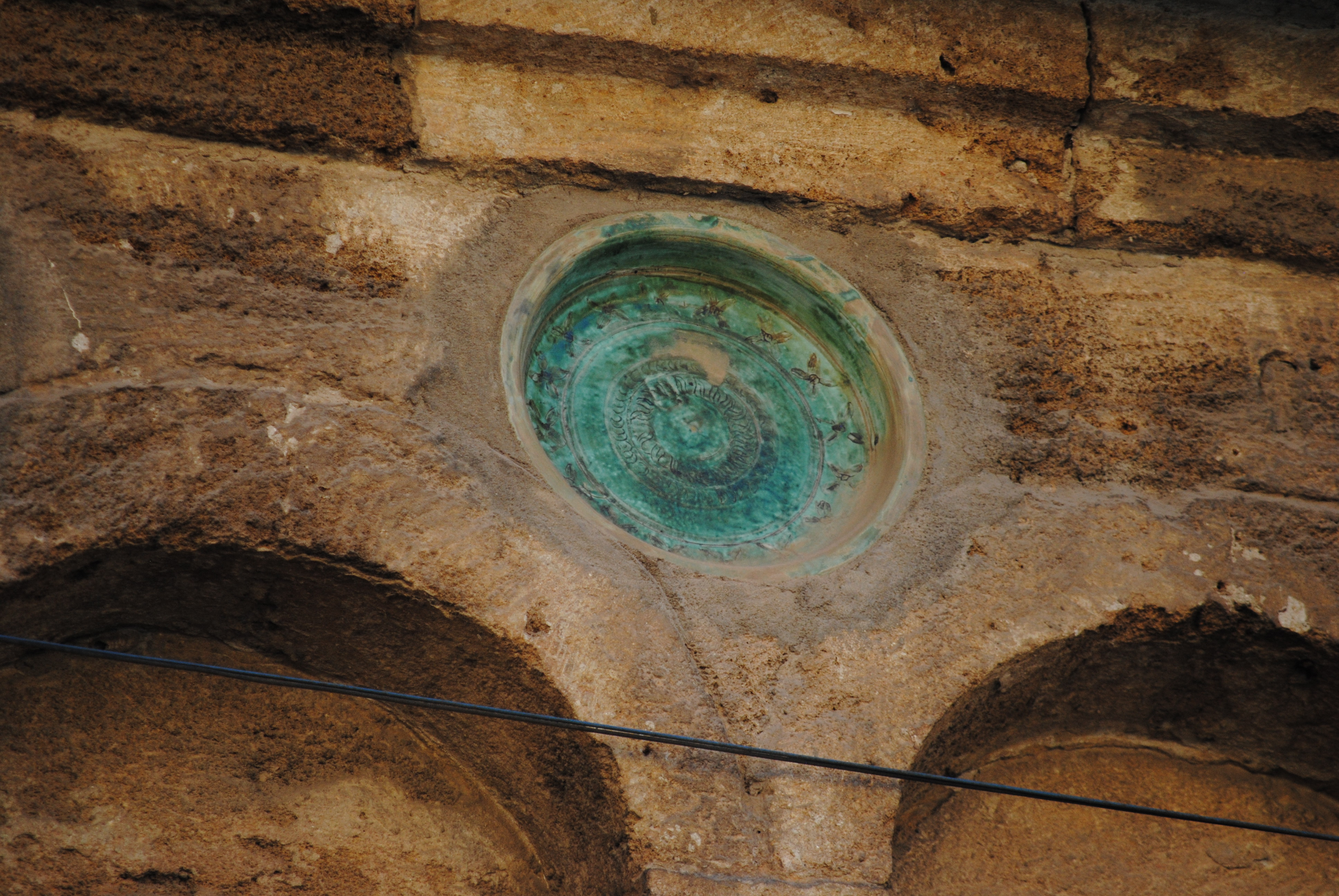
Bacino di San Sisto.
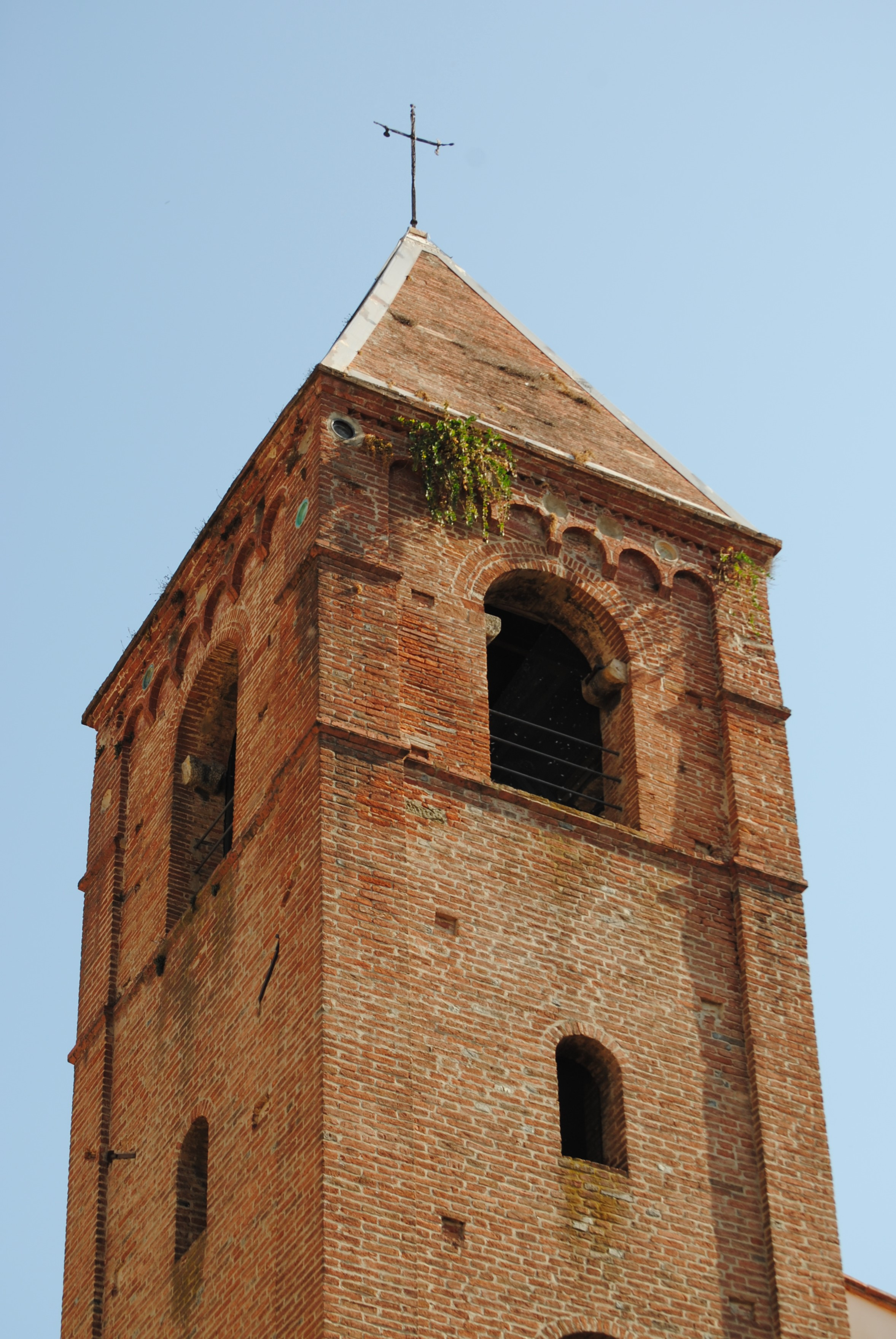
Campanile della chiesa di San Sisto.
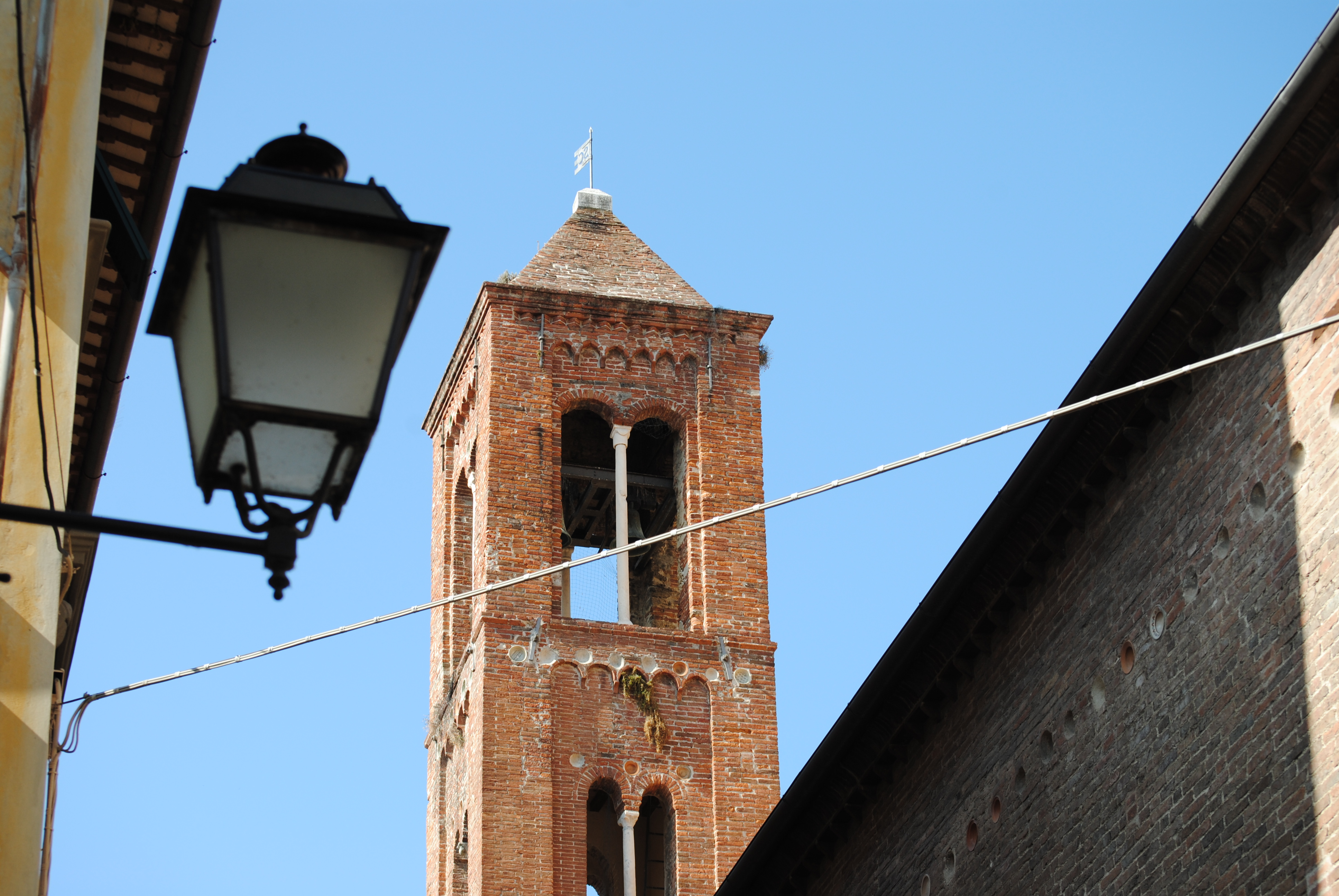
Campanile e fianco di Santa Cecilia.
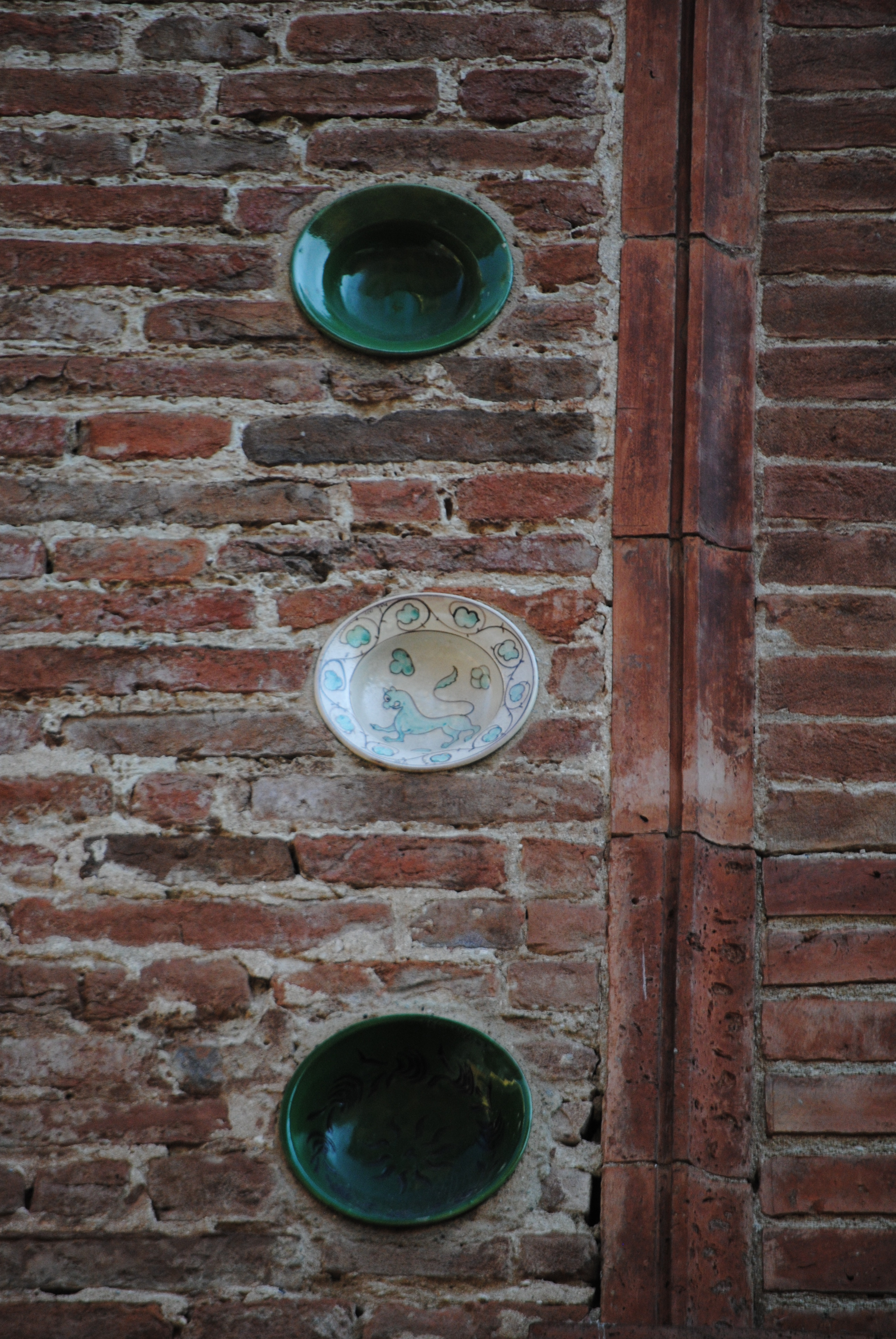
Bacini ceramici ai lati della bifora, facciata Santa Cecilia.
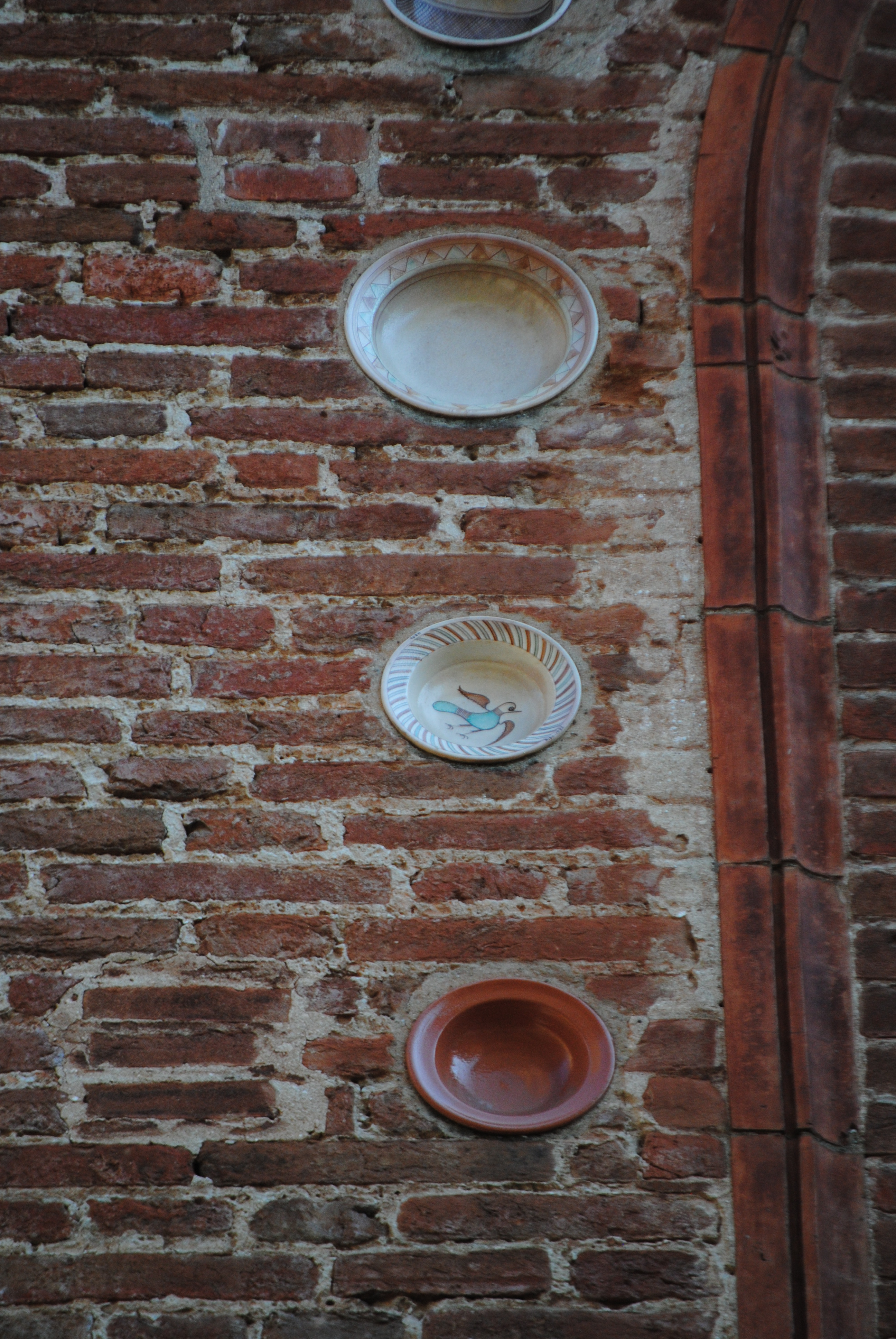
Bacini ceramici ai lati della bifora, facciata Santa Cecilia.
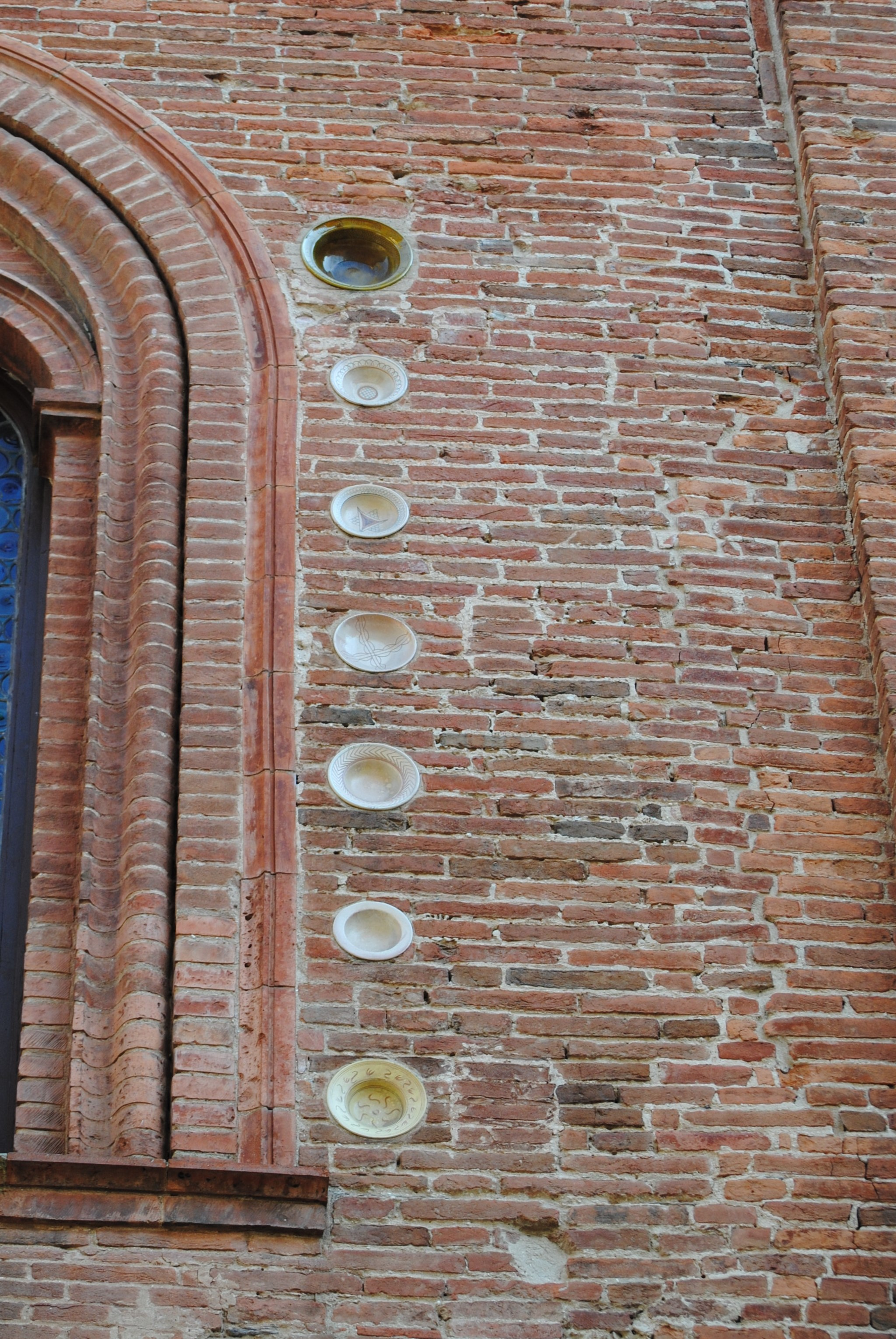
Bacini ceramici ai lati della bifora, facciata Santa Cecilia.
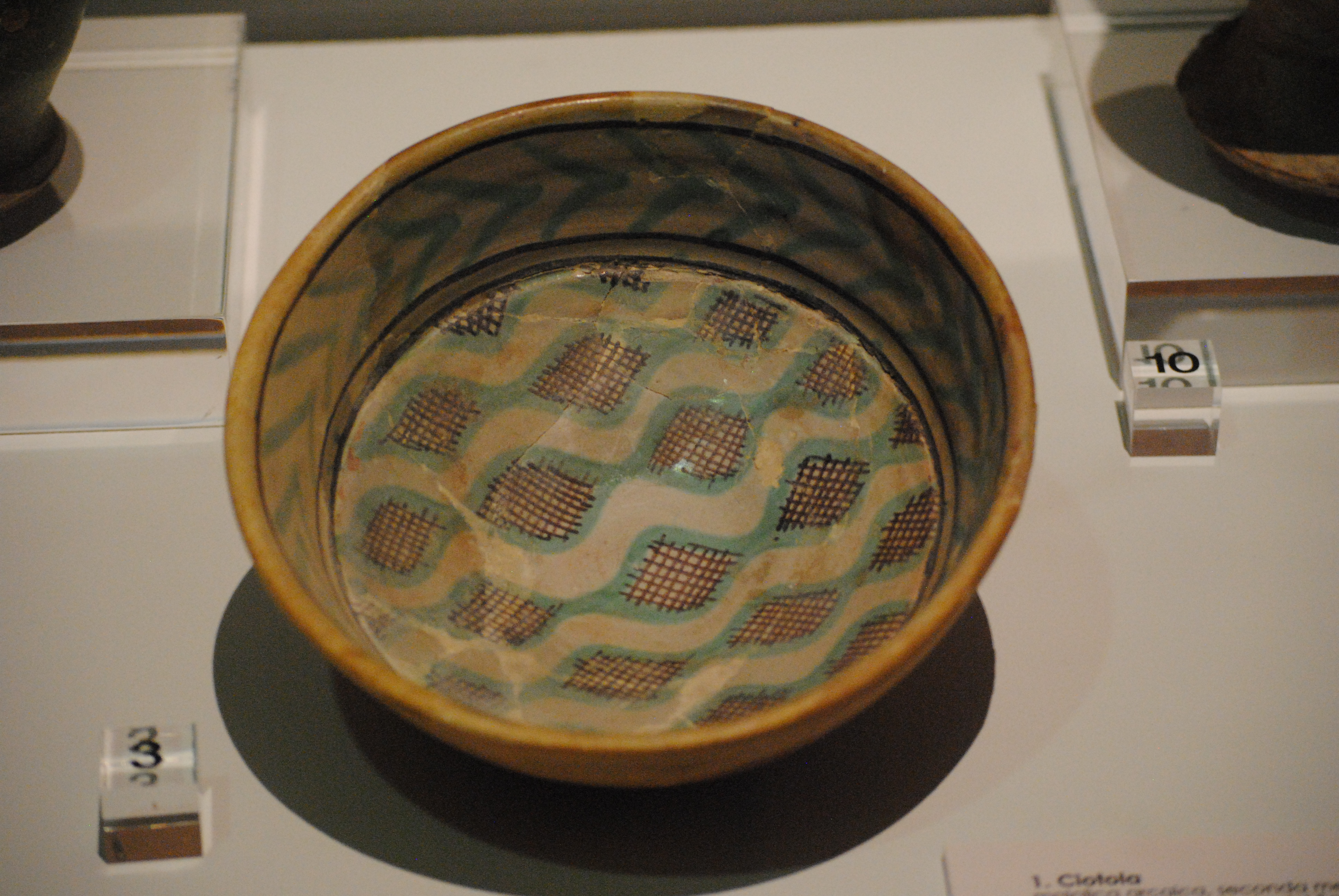
Scodella, maiolica arcaica locale (prima metà XII secolo), chiesa di Santa Cecilia.
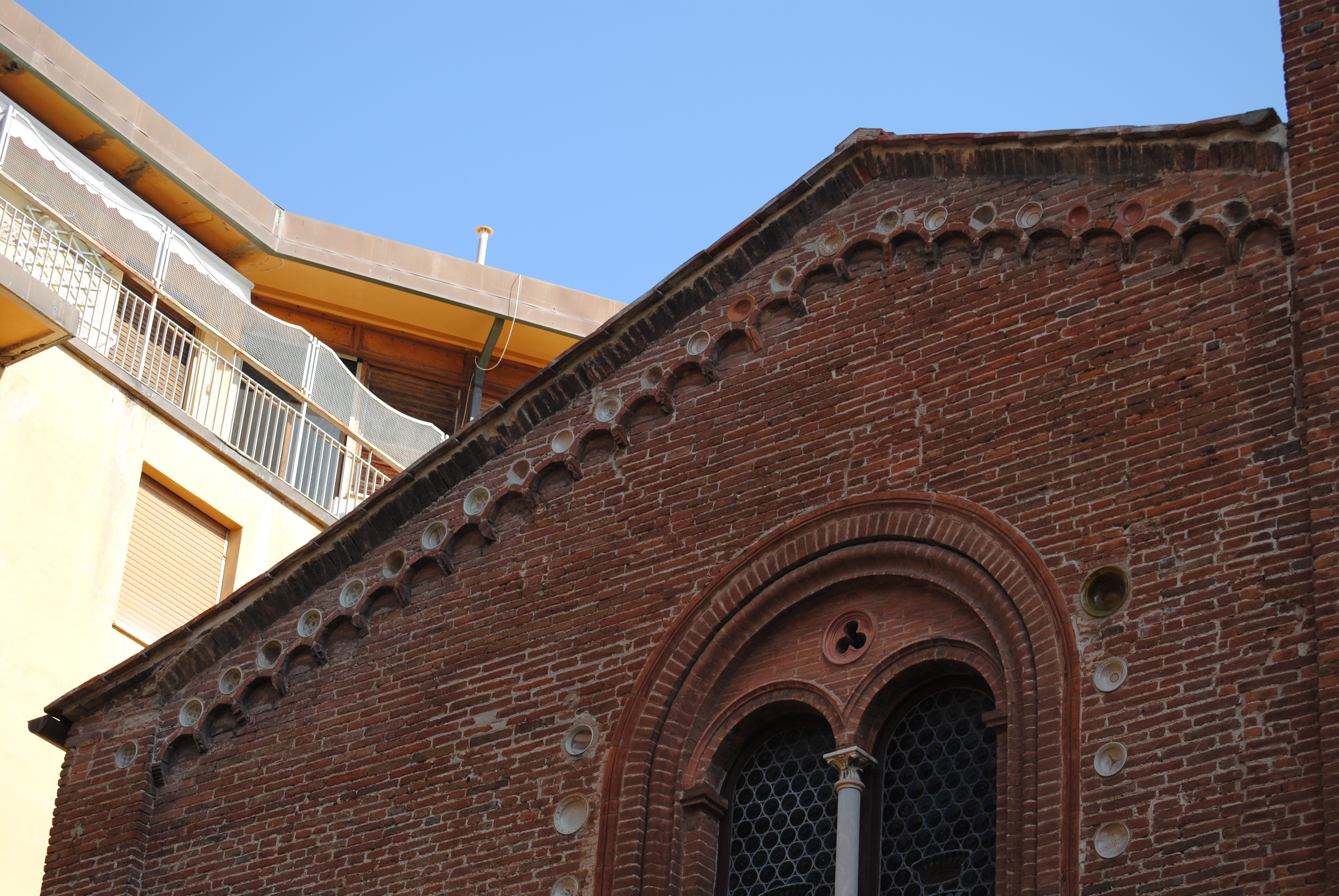
Chiesa di Santa Cecilia, facciata.
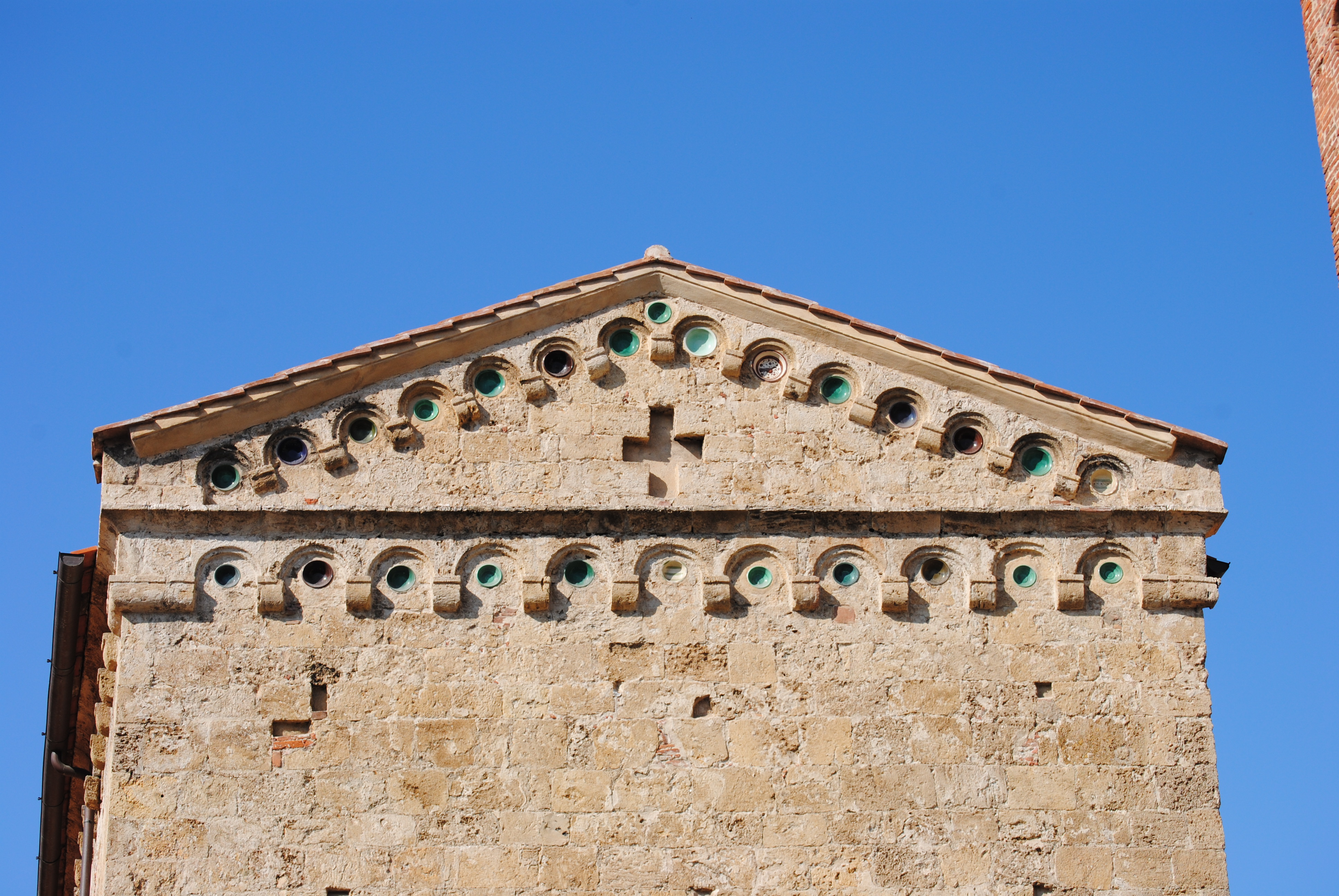
Chiesa di Sant'Andrea Forisportam.
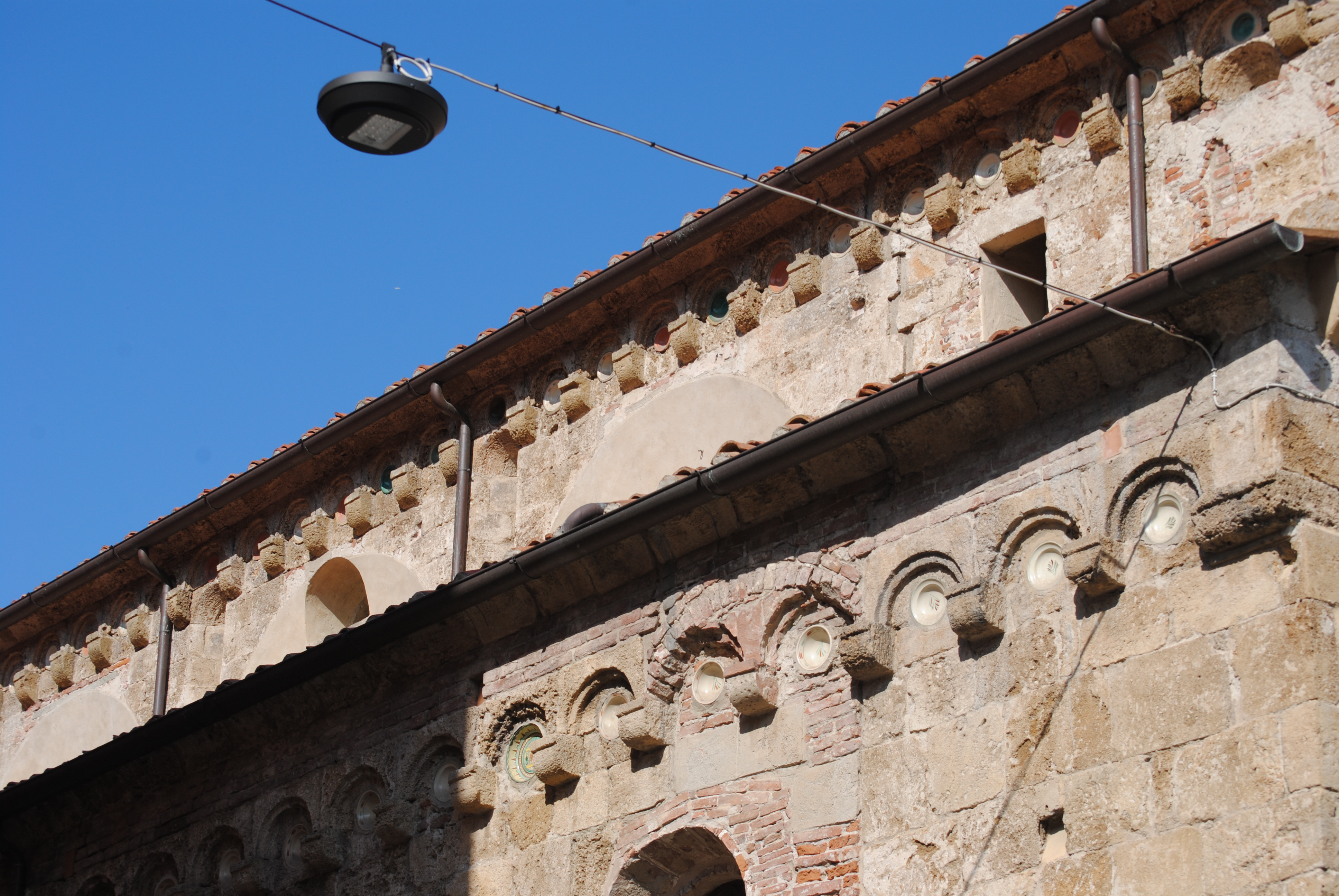
Chiesa di Sant'Andrea Forisportam.
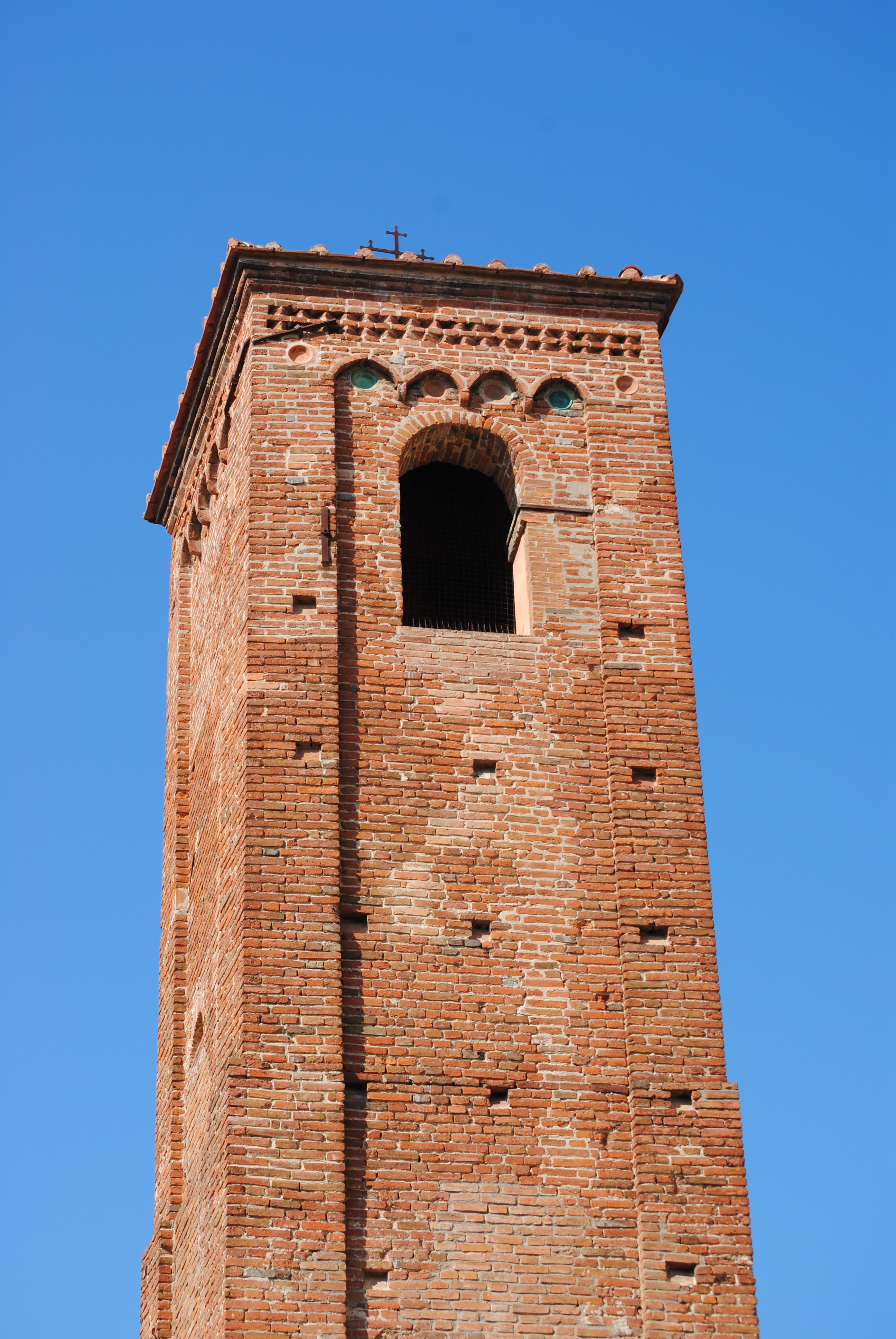
Campanile della chiesa di Sant'Andrea Forisportam.
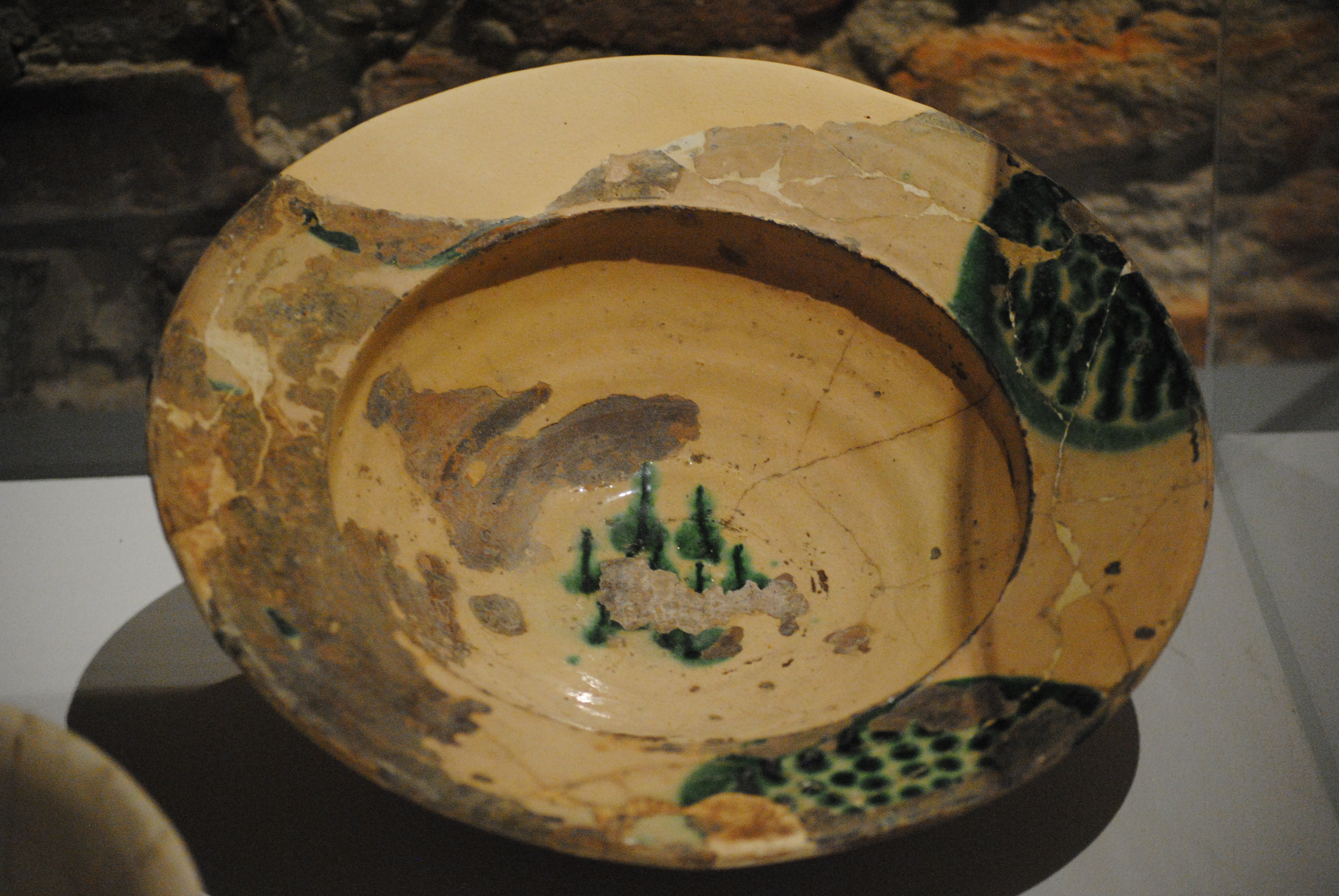
Scodella ingobbiata e dipinta dell'area egeo anatolica - (XII secolo), chiesa di Sant'Andrea Forisportam.
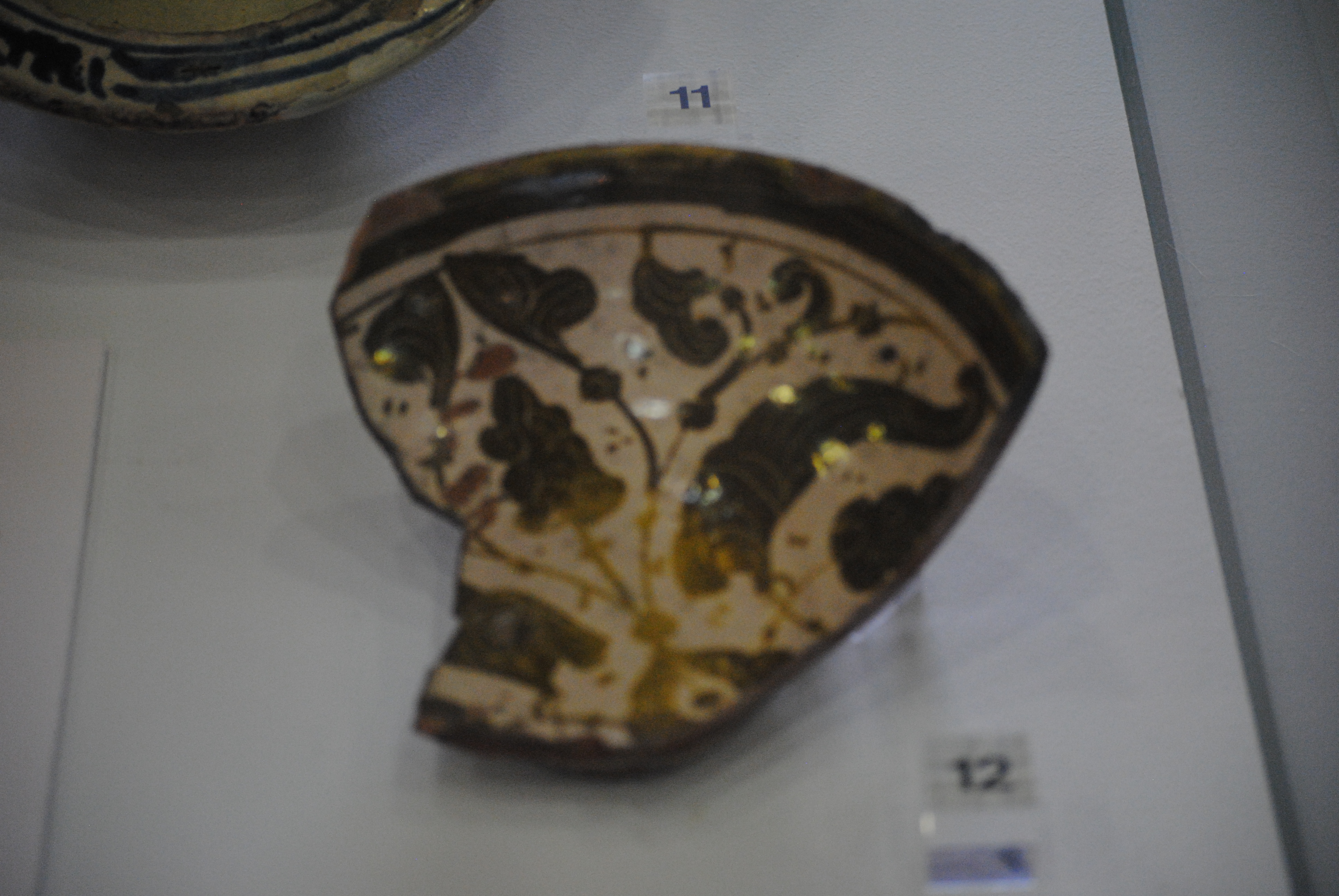
Scodella, maiolica a lustro metallico, Spagna meridionale, (inizi XII secolo) chiesa di Sant'Andrea Forisportam.
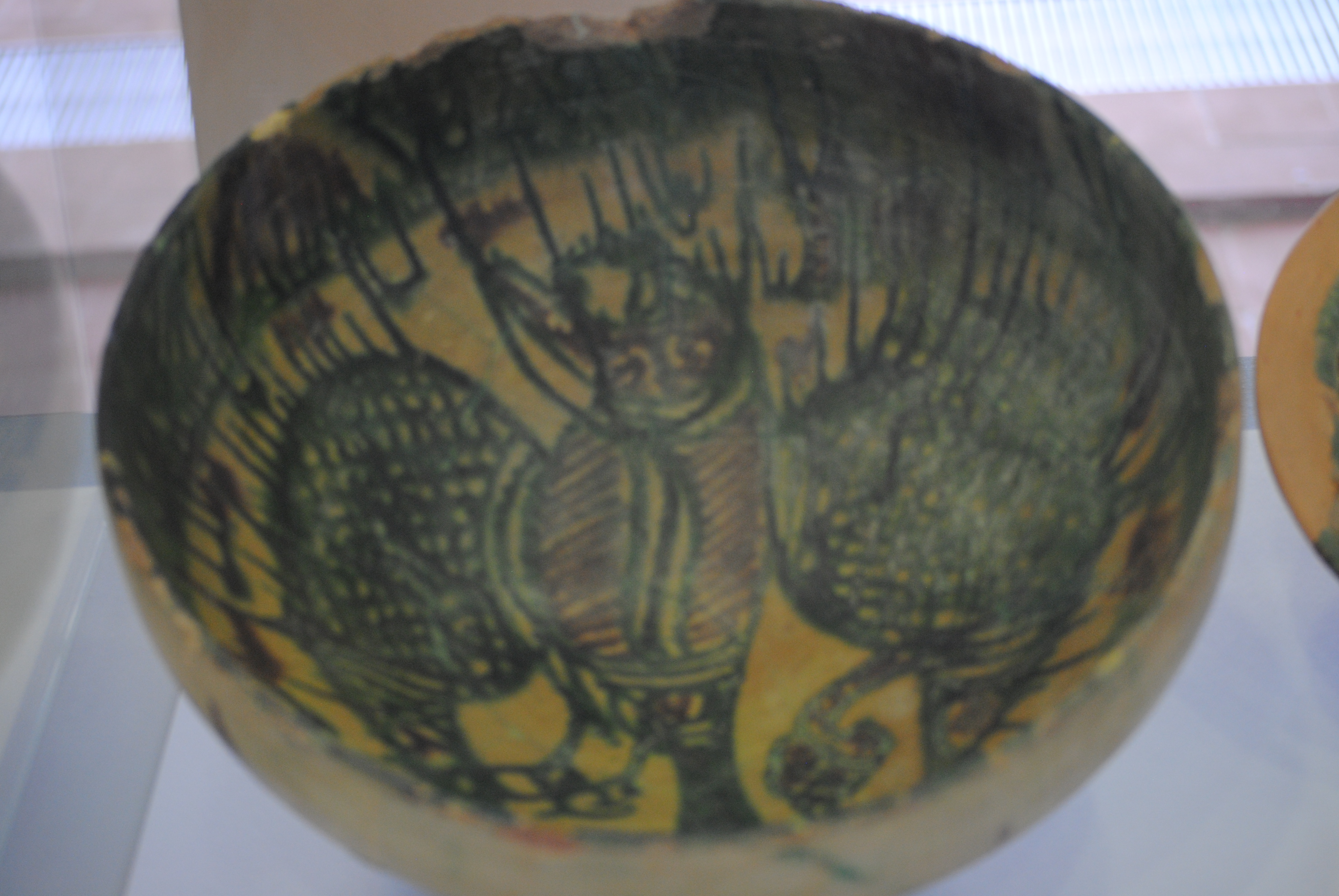
Catino, invetriato policromo della Sicilia Islamica (fine X - primo quarto XI secolo), San Piero a Grado.
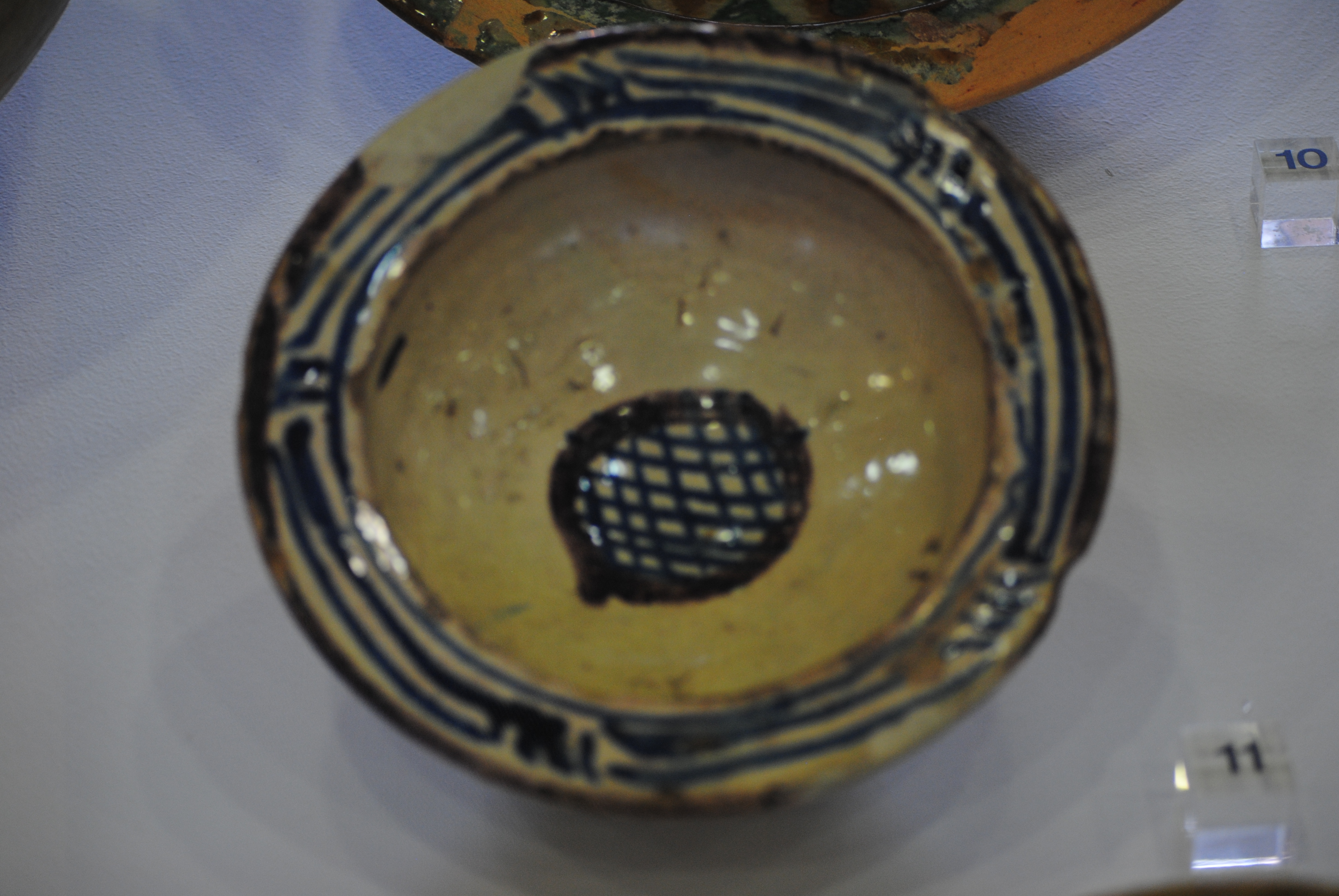
Scodella, maiolica a cobalto e manganese della Tunisia (prima metà XIII secolo), chiesa di Santo Stefano extra moenia.
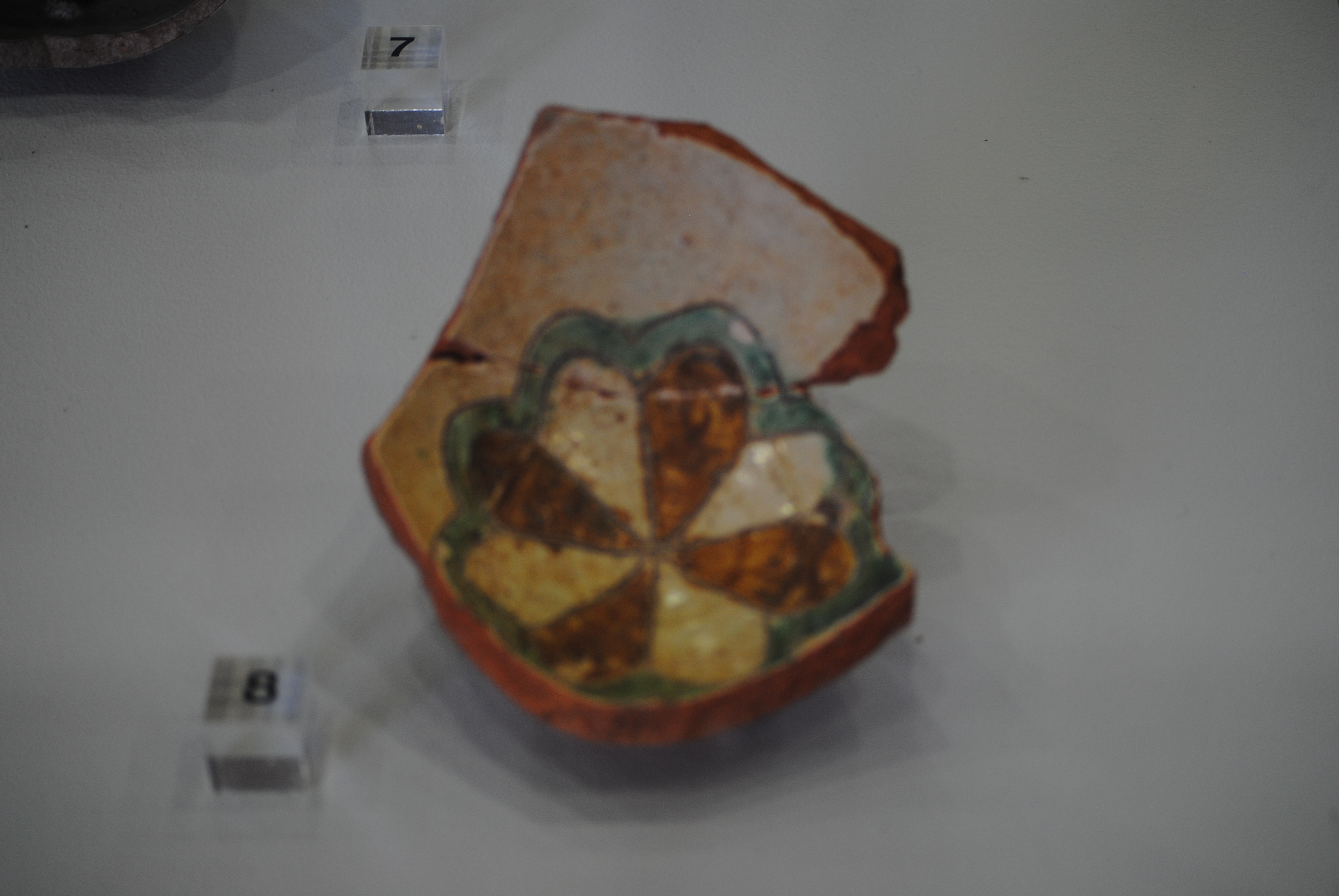
Scodella, graffita arcaica importata da Savona nel XIII secolo, scarto d'uso.

### Esplicative
1. ↑  Tra le principali città dove i “bacini” vennero usati come decorazione architettonica figurano: Roma, Pavia, Ascoli Piceno, Ferrara.
2. ↑  L'impiego è attestato da numerosi scavi archeologici urbani condotti negli ultimi 25 anni, i primi due furono quelli di Piazza Dante del 1991 e di Piazza dei Cavalieri del 1993. Vedi: Berti - Giorgio 2011, p. 13; Bruni 1993; Bruni - Abela - Berti 2000; per una sintesi più aggiornata sul tema vedi: Giorgio 2013.
3. ↑  Gli esemplari originali sono stati distaccati dai monumenti di Pisa tra gli anni ‘70 e ‘80 del XX secolo e sono stati conservati, restaurati e poi esposti presso il Museo nazionale di San Matteo.
4. ↑  Ad esempio, David Abulafia parla di una razzia della città di Mahdia compiuta dai pisani nel 1087; con il bottino i pisani costruirono la Chiesa di San Sisto che presenta ancora oggi numerosi bacini sulla facciata e sugli altri muri esterni. Vedi: Abulafia 2013, e David Abulafia - "The Pisan 'bacini' and the medieval Mediterranean economy: a historian's viewpoint, Papers in Italian Archaeology IV: the Cambridge Conference, Part IV, Classical and Medieval Archaeology".
5. ↑  Le vetrine alcaline mancano di piombo e stagno, vedi: .
6. ↑  All’interno di queste ceramiche si possono riscontrare due varianti che dipendono dal modo in cui i colori venivano applicati sul manufatto. La prima variante prevedeva che i disegni in verde e in bruno erano tracciati con lo stesso pennello. Nella seconda, i due colori avevano finalità diverse in quanto con il bruno si delimitavano i contorni dei disegni, mentre con il verde si campivano le aree delimitate dal bruno; vedi: Berti - Giorgio 2011, pp. 32-34; Berti - Tongiorgi 1981a, pp. 170-175 e 175-177; Mannoni 1979, p. 236
7. ↑  Per altri documenti e informazioni che attestano l'edificazione e la consacrazione, oltre alla citazione dei confini parrocchiali e alcuni dettagli sui diversi momenti di costruzione vedi: Redi 1991, pp. 363-364; Garzella 1990, pp. 138-139, 174/n.54-175; Cristiani 1962, p. 149/n. 222.
8. ↑  Per gli schemi distributivi dei "bacini" e per altre notizie vedi: Berti - Tongiorgi 1981a, pp. 99-116.
9. ↑  Tracce di corda sono state trovate intorno al piede di un esemplare in lustro metallico andaluso. Una messa in posa simile è stata riscontrata, oltre che a Pisa, sulla chiesa di San Romano di Lucca e in un recipiente della chiesa di Santa Eufrasia precuperato nell'ottobre del 1995. Per il recipiente della chiesa di San Romano vedi: Berti - Parenti 1994
10. ↑  La datazione suggerita da Fabio Redi rimanda al 1286, quando, secondo lo studioso, avvenne la posa delle ceramiche e il completamento della parte finale del campanile. Rimane comunque un termine non sicuro in quanto tale ipotesi contrasta con alcune evidenze archeologiche riguardanti i bacini ceramici collocati su di esso. Vedi: Redi 1991, p. 308/n. 129..
11. ↑  Per gli schemi distributivi delle ceramiche vedi Berti - Tongiorgi 1981a, pp. 129-146. Per notizie sulla facciata, che nel XVII secolo fu interessata da ristrutturazioni e per notizie su modifiche apportate nel tempo, come l’apertura di nuove finestre e ristrutturazioni degli interni vedi Burresi - Cataldi - Ratti 1980, pp. 293-294.
12. ↑  Secondo Graziella Berti e Marcella Giorgio l’ordine dell’elenco ripercorre la cronologia di costruzione delle chiese e dei bacini impiegati, vedi:Berti - Giorgio 2011, pp. 25-26, Tabb. 1-2, Fig. 45a.

### Bibliografiche
1. ↑  Per una sintesi aggiornata sui bacini ceramici di Pisa vedi Giorgio 2018.
2. ↑  Enciclopedia TRECCANI, di A. Ghidoli - Enciclopedia dell’Arte Medievale (1991) http://www.treccani.it/enciclopedia/bacini_%28Enciclopedia-dell%27-Arte-Medievale%29/.
3. ↑  Berti - Giorgio 2011, pp. 11-28.
4. 1 2  Berti - Giorgio 2011, p. 13.
5. ↑  Berti - Gelichi 1995a; Berti - Menichelli 1998; Giorgio - Trombetta 2008.
6. ↑  Berti - Giorgio 2011, pp. 13, 28-31 per ulteriori dettagli sui "bacini" pisani; per la catalogazione di "bacini ceramici" presenti nella provincia di Pisa e in altre località Toscane: Berti 1993c, Berti 1993e e Berti 2003a.
7. ↑  Berti - Giorgio 2011.
8. ↑  Ballardini 1929, pp. 113-121.
9. ↑  Marryat 1857.
10. ↑  Berti - Tongiorgi 1981a.
11. ↑  Berti - Giorgio 2011, p. 27; Berti - Tongiorgi 1981a, pp. 161-284; Berti 2002a; Berti 2002b; Berti 2003a. Alcuni studiosi comunque sostengono che tali importazioni cominciaro alla fine dell'XI secolo.
12. ↑  Berti - Giorgio 2011, pp. 27, 52-53.
13. 1 2  Berti - Giorgio 2011, p. 34.
14. ↑  Berti - Giorgio 2011, p. 35; Berti 2002a; Berti 2003, pp. 134-139.
15. ↑  Berti - Giorgio 2011, pp. 35-36; Daoulatli 1995, pp. 80-81, n.24.
16. 1 2 3 4  Berti - Giorgio 2011, p. 37.
17. ↑  Berti - Giorgio 2011, pp. 37-38.
18. ↑  Berti - Giorgio 2011, pp. 38-39; Berti 2002b.
19. 1 2  Berti - Giorgio 2011, p. 39.
20. ↑  Berti - Giorgio 2011, p. 40.
21. ↑  Berti - Giorgio 2011, p. 42.
22. ↑  Berti - Giorgio 2011, p. 43.
23. ↑  Berti - Giorgio 2011, pp. 43-44; Berti 2000b.
24. ↑  Berti - Giorgio 2011, pp. 44-45.
25. ↑  Berti - Giorgio 2011, p. 44.
26. ↑  Berti - Giorgio 2011, p. 45; Berti - Mannoni 1995.
27. ↑  Berti - Giorgio 2011, pp. 45-46.
28. ↑  Berti - Giorgio 2011, pp. 48-49.
29. ↑   Berti - Giorgio 2011, pp. 50-51; Berti 1987, p.7, Tav. Ia; Jenkins Madina 2006, n.365, pp. 181-183, 186, Figg. 625-627.
30. ↑  Berti - Giorgio 2011, p. 51.
31. 1 2  Berti - Giorgio 2011, p. 52.
32. ↑  Berti - Capelli 2000.
33. ↑  Berti - Giorgio 2011, pp. 52-53.
34. ↑  Berti - Giorgio 2011, p. 54, Berti - Tongiorgi 1984.
35. 1 2  Berti - Giorgio 2011, p. 56.
36. ↑  Berti - Hobart - Porcella 1990; Berti 1997c.
37. ↑  Berti - Giorgio 2011, p. 58; Varaldo 2001a; Varaldo 2001b; Berti - Gelichi 1995b; Berti - Gelichi - Mannoni 1997.
38. 1 2 3  Berti - Giorgio 2011, pp. 15-26, Figg. 3-45.
39. ↑  Berti - Gabrielli - Parenti 1993, pp. 255-257; Berti - Parenti 1994, p. 198.
40. ↑  Berti - Giorgio 2011, pp. 18, 25.
41. ↑  Berti - Tongiorgi 1981a, pp. 22-23; Sodi - Burresi 2010; Ceccarelli Lemut - Sodi 2003; http://web.rete.toscana.it/Fede/ricerca.jsp?lingua=italiano; http://www.sanpieroagrado.it/
42. ↑  Paliaga - Renzoni 2005, pp. 138-140; Garzella 1990, p. 62.
43. 1 2  Berti - Renzi Rizzo 1997, p. 43.
44. ↑  Berti - Renzi Rizzo 1997, p. 42; Bonaini 1854 - 1870, I, p. 469; Tolaini 1979, p. 302; Garzella 1990, p. 177.
45. 1 2  Berti - Renzi Rizzo 1997, pp. 44-45.
46. ↑  Berti - Tongiorgi 1981a, p. 109.
47. ↑   Berti - Hobart - Porcella 1990; Berti - Cappelli 1994, pp. 151-162.
48. ↑  Cristiani Testi 1986, p. 58; Testi Cristiani 1987, p. 109;  Paliaga - Renzoni 1991, p. 34.
49. 1 2  Berti - Renzi Rizzo 1997, p. 46; Ronzani 1985, pp. 20-21.
50. ↑  Testi Cristiani 1987, pp. 111-115, per avere informazioni tecniche sulla costruzione del campanile.
51. ↑  Berti - Renzi Rizzo 1997, p. 47; Berti - Gabrielli - Parenti 1993.
52. ↑  Berti - Tongiorgi 1981a, p. 129; Redi 1991, p. 391; Paliaga - Renzoni 1991, pp. 132-136.
53. 1 2  Berti - Renzi Rizzo 1997, p. 48.
54. ↑  Berti - Tongiorgi 1974, pp. 71-73; Ciampoltrini 1980, pp. 517-518.